# Musikjahr 1944
Liste der Musikjahre

◄◄ | ◄ | 1940 | 1941 | 1942 | 1943 | Musikjahr 1944 | 1945 | 1946 | 1947 | 1948 | ► | ►►

Weitere Ereignisse · Country-Musik
Dieser Artikel behandelt das Musikjahr 1944.

Cootie Williams & Orchestra – ’Round Midnight (1944)

Andrews Sisters – Rum and Coca-Cola (1944)

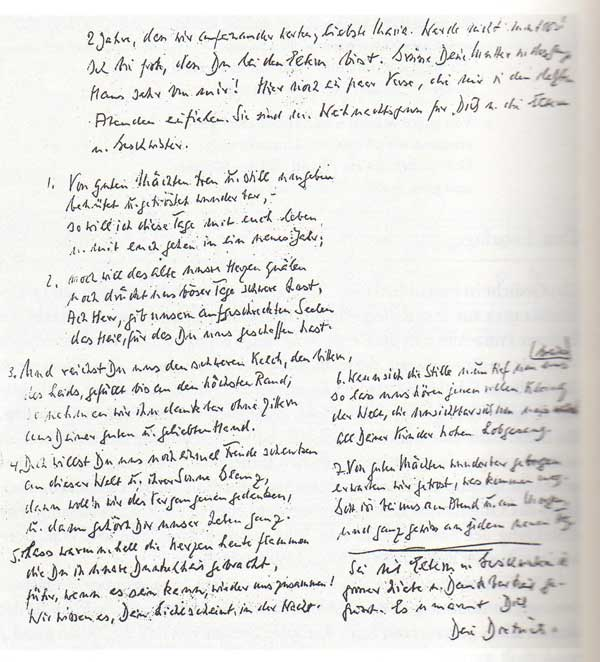
Von guten Mächten treu und still umgeben, Autograph Dietrich Bonhoeffers

## Ereignisse

### Nationalsozialismus und Zweiter Weltkrieg
- 20. Februar: das Gewandhaus (Leipzig) wird bei einem Luftangriff auf Leipzig schwer beschädigt.
- 24. August: Joseph Goebbels verfügt den „Totalen Kriegseinsatz der Kulturschaffenden“. Das hat mit Inkrafttreten der Verfügung am 1. September die Schließung fast aller deutschen und österreichischen Theater und Kulturbetriebe zur Folge. Künstler, die nicht auf der sogenannten Gottbegnadeten-Liste stehen, werden auch zu sogenannten „kriegswichtigen Tätigkeiten“ herangezogen. Nicht betroffen sind z. B. das Wiener Konzerthaus, die Berliner Philharmoniker und die Wiener Philharmoniker. Das Kabarett Simpl in Wien profitiert von seinem Luftschutzkeller und darf den Betrieb aufrechterhalten.
- 00. Dezember: Der evangelische Theologe und NS-Widerstandskämpfer Dietrich Bonhoeffer verfasst in der Gestapo-Haft sein geistliches Gedicht Von guten Mächten treu und still umgeben. Es ist sein letzter erhaltener theologischer Text vor seiner Hinrichtung am 9. April 1945.

### Jazz
- 18. Januar: im Metropolitan Opera House (New York City) findet zum ersten Mal ein Jazzkonzert statt. Louis Armstrong, Benny Goodman, Lionel Hampton, Artie Shaw, Roy Eldridge und Jack Teagarden treten auf; das Konzert wird aufgezeichnet und erscheint auf Schallplatte.[1]
- 22. August: Das Cootie-Williams-Orchester nimmt das von dem Jazz-Musiker Thelonious Monk geschriebene Stück ’Round Midnight mit dem Monk-Schützling Bud Powell am Klavier erstmals auf.
- 15. September: Charlie Parker nimmt mit dem Tiny Grimes Quintette die Nummern Tiny’s Tempo und Red Cross auf; sie zählen zu den frühesten Aufnahmen des Bebop.
- 04. Oktober: Billie Holiday nimmt den Song Lover Man auf.

### Uraufführungen

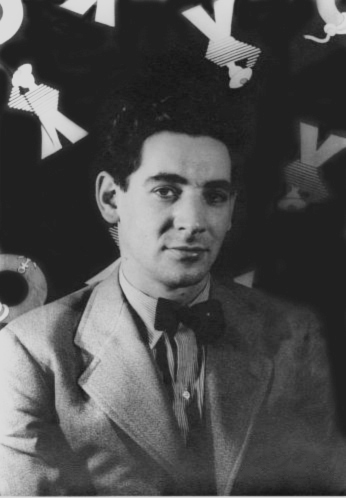
Leonard Bernstein 1944

- 18. April: Am Ballet Theatre im Metropolitan Opera House in New York wird das Ballett Fancy Free von Jerome Robbins (Choreografie und Libretto) nach der Musik von Leonard Bernstein uraufgeführt.
- 02. Juli: Die Uraufführung der Komischen Oper Die Hochzeit des Jobs von Joseph Haas erfolgt an der Staatsoper in Dresden. Das Libretto schrieb Ludwig Strecker der Jüngere unter dem Pseudonym Ludwig Andersen. Es basiert auf der von Carl Arnold Kortum verfassten Jobsiade.
- 24. September: Die Uraufführung der Dachau-Messe von Pater Gregor Schwake findet im „Pfarrerblock“ des KZ Dachau statt.
- 01. Dezember: Das Konzert für Orchester von Béla Bartók wird durch das Boston Symphony Orchestra in der Symphony Hall Boston unter Sergei Alexandrowitsch Kussewizki uraufgeführt.
- 28. Dezember: On the Town, das erste Musical von Leonard Bernstein, wird am Adelphi Theatre in New York City uraufgeführt. Das Buch und die Liedtexte stammen von Betty Comden und Adolph Green. Als Grundlage dient das im selben Jahr uraufgeführte Ballett Fancy Free von Jerome Robbins. Regie führt George Abbott.

### Hitparaden
- 29. Januar: Duke Ellington kommt mit Do Nothin’ Till You Hear from Me auf #1 der Harlem Hit Parade.
- 15. April: Nat King Cole kommt mit Straighten Up and Fly Right in die Harlem Hit Parade, einer seiner ersten großen Hits.
- 27. Mai: Bing Crosby kommt mit I’ll Be Seeing You in die Popcharts und macht den Song von 1938 zu einem Nummer-eins-Hit in den USA.

## Musikcharts

### Vereinigte Staaten
Die längsten Nummer-eins-Singles
Lieder, die die meiste Zeit während eines anderen Jahres auf Platz 1 der Charts verbrachten, werden hier nicht aufgeführt.
1. Bing Crosby with John Scott Trotter & His Orchestra & The Williams Brothers – Swinging on a Star (9 Wochen)
2. Jimmy Dorsey & His Orchestra with Bob Eberly & Kitty Kallen – Bésame mucho (7 Wochen)
3. Glen Gray & Casa Loma Orchestra with Eugenie Baird – My Heart Tells Me (Should I Believe My Heart); Bing Crosby with John Scott Trotter & His Orchestra – I Love You; The Mills Brothers – You Always Hurt the One You Love (jeweils 5 Wochen)

Alle Nummer-eins-Hits und die Hits des Jahres

### Charts in weiteren Ländern
Siehe auch: Nummer-eins-Hits 1944 in  Australien und den Vereinigten Staaten.

## Neuveröffentlichungen (Auswahl)

### Lieder und Kompositionen
| Lied                    | Text            | Musik                | Erstinterpret                       | Label      | Veröffentlichung  | Genre                    | Weitere Informationen                              |
| ----------------------- | --------------- | -------------------- | ----------------------------------- | ---------- | ----------------- | ------------------------ | -------------------------------------------------- |
| Baby, It’s Cold Outside | Frank Loesser   | Frank Loesser        | Frank Loesser, Lynn Garland         |            | 1944              | Pop, Weihnachtslied      |                                                    |
| Groovin’ High           | Dizzy Gillespie | Dizzy Gillespie      | Dizzy Gillespie                     | Musicraft  | 1944              | Jazz, Bebop              | Jazzstandard                                       |
| I’ll Walk Alone         | Sammy Cahn      | Jule Styne           | Dinah Shore                         | RCA Victor | 11. April 1944    | Filmmusik, Slow-Foxtrott | 1945 oscarnominiert in der Kategorie „Bester Song“ |
| Sentimental Journey     | Bud Green       | Les Brown, Ben Homer | Les Brown Orchestra feat. Doris Day | Columbia   | 20. November 1944 | Big Band, Pop            | Jazzstandard                                       |

## Musikpreisverleihungen

### Oscarverleihung
- Beste Filmmusik (Drama/Komödie): Alfred Newman – Das Lied von Bernadette (The Song of Bernadette)
- Beste Filmmusik (Musikfilm): Ray Heindorf – This Is the Army
- Bester Filmsong: You’ll Never Know aus Hello, Frisco, Hello – Mack Gordon, Harry Warren
- Beste Tonmischung: Stephen Dunn – Dies ist mein Land (This Land Is Mine)

### Pulitzerpreis
- Pulitzerpreis/Musik: Howard Hanson, Symphony No. 4, op. 34

## Instrumentalmusik
- Charlotte Sohy: Quatre pièces romantiques, op. 30 (1944)

## Geboren

### Januar
- 02. Januar: Péter Eötvös, ungarischer Komponist und Dirigent († 2024)
- 05. Januar: Jo Ann Kelly, britische Blues-Sängerin und Gitarristin († 1990)
- 06. Januar: Bonnie Franklin, US-amerikanische Schauspielerin und Musicaldarstellerin († 2013)
- 06. Januar: Alan Stivell, bretonischer Musiker und Sänger
- 07. Januar: Mike McGear, britischer Musiker, jüngerer Bruder von Paul McCartney

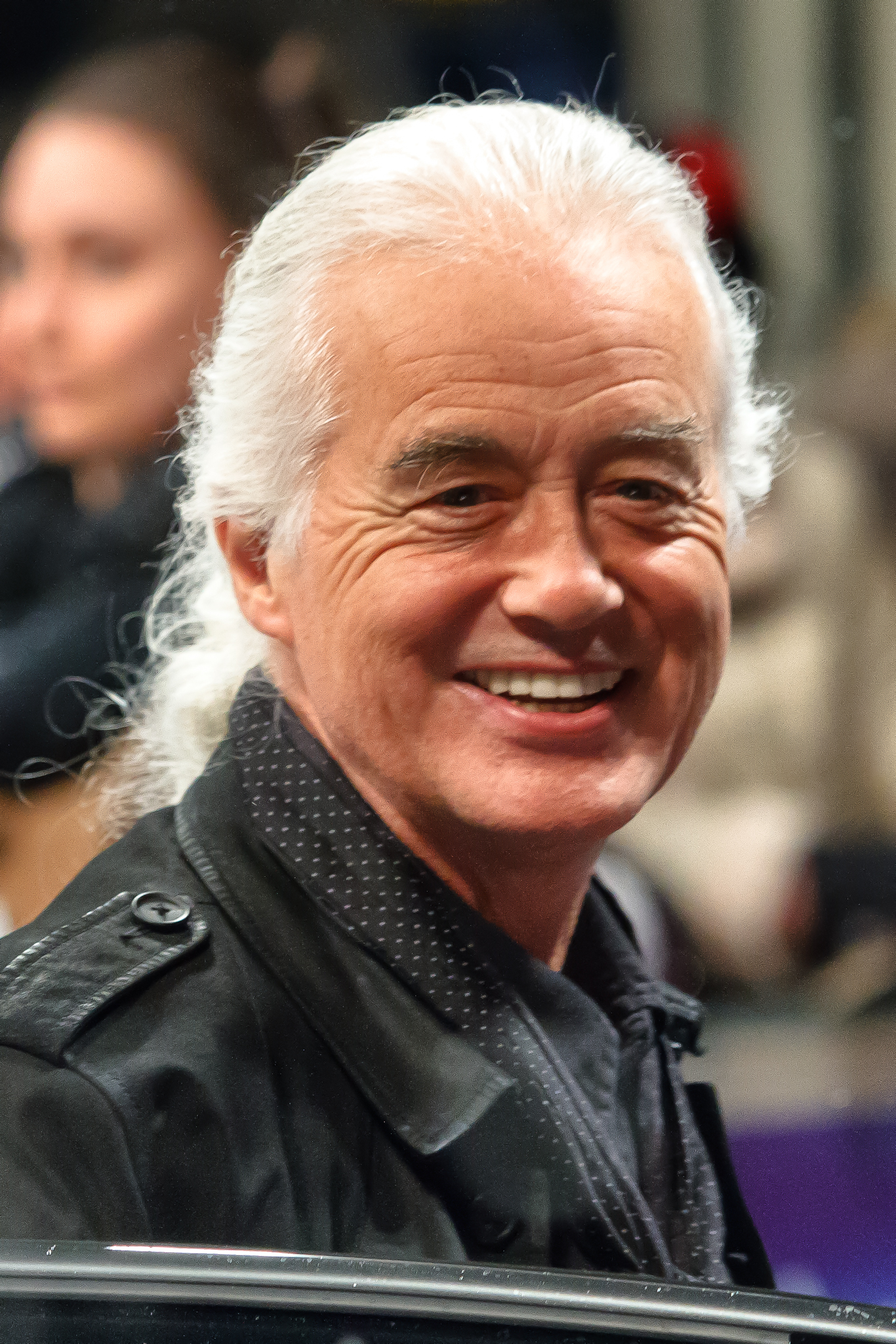
Jimmy Page; * 9. Januar

- 09. Januar: Jimmy Page, britischer Musiker, Gitarrist
- 10. Januar: Frank Sinatra junior, US-amerikanischer Pianist, Schauspieler, Sänger und Entertainer († 2016)
- 13. Januar: Joan Ramon Bonet i Verdaguer, spanisch-mallorquinischer Fotograf und Singer-Songwriter
- 14. Januar: John Rea, kanadischer Komponist
- 14. Januar: Mario Saladino, argentinischer Tangosänger
- 15. Januar: Günter Hässy, deutscher Musiker, Dirigent, Komponist und Musikpädagoge († 2007)
- 15. Januar: Olga Szwajgier, polnische Sängerin, Komponistin und Musikpädagogin
- 16. Januar: Jim Stafford, US-amerikanischer Country- und Popsänger

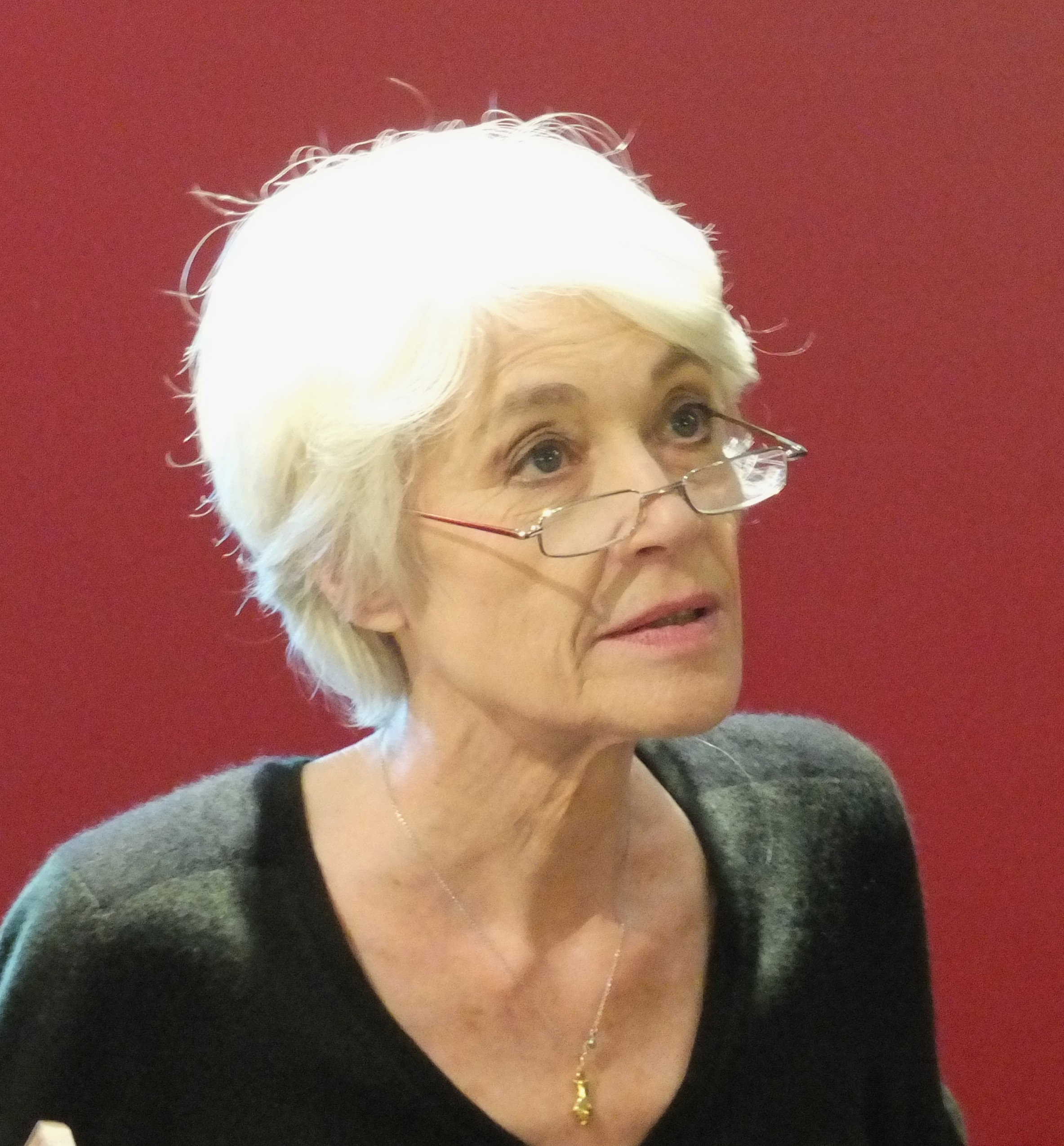
Françoise Hardy; * 17. Januar

- 17. Januar: Françoise Hardy, französische Schlagersängerin, Texterin, Komponistin und Filmschauspielerin († 2024)
- 17. Januar: Beatriz Lockhart, uruguayische Komponistin († 2015)
- 18. Januar: Gunnar Kvaran, isländischer Cellist und Kammermusiker
- 19. Januar: Shelley Fabares, US-amerikanische Sängerin
- 19. Januar: Laurie London, britischer Sänger
- 19. Januar: Pehr Henrik Nordgren, finnischer Komponist († 2008)
- 21. Januar: Neely Bruce, US-amerikanischer Komponist, Dirigent, Pianist und Musikwissenschaftler
- 21. Januar: Uto Ughi, italienischer Violinist
- 24. Januar: Bob Degen, US-amerikanischer Jazz-Pianist
- 24. Januar: Klaus Nomi, deutscher Countertenor († 1983)
- 24. Januar: Giselher Schubert, deutscher Musikwissenschaftler
- 25. Januar: Alfred Gulden, deutscher Schriftsteller, Lieder- und Filmemacher
- 27. Januar: Kevin Coyne, britischer Rockmusiker, Maler und Autor († 2004)

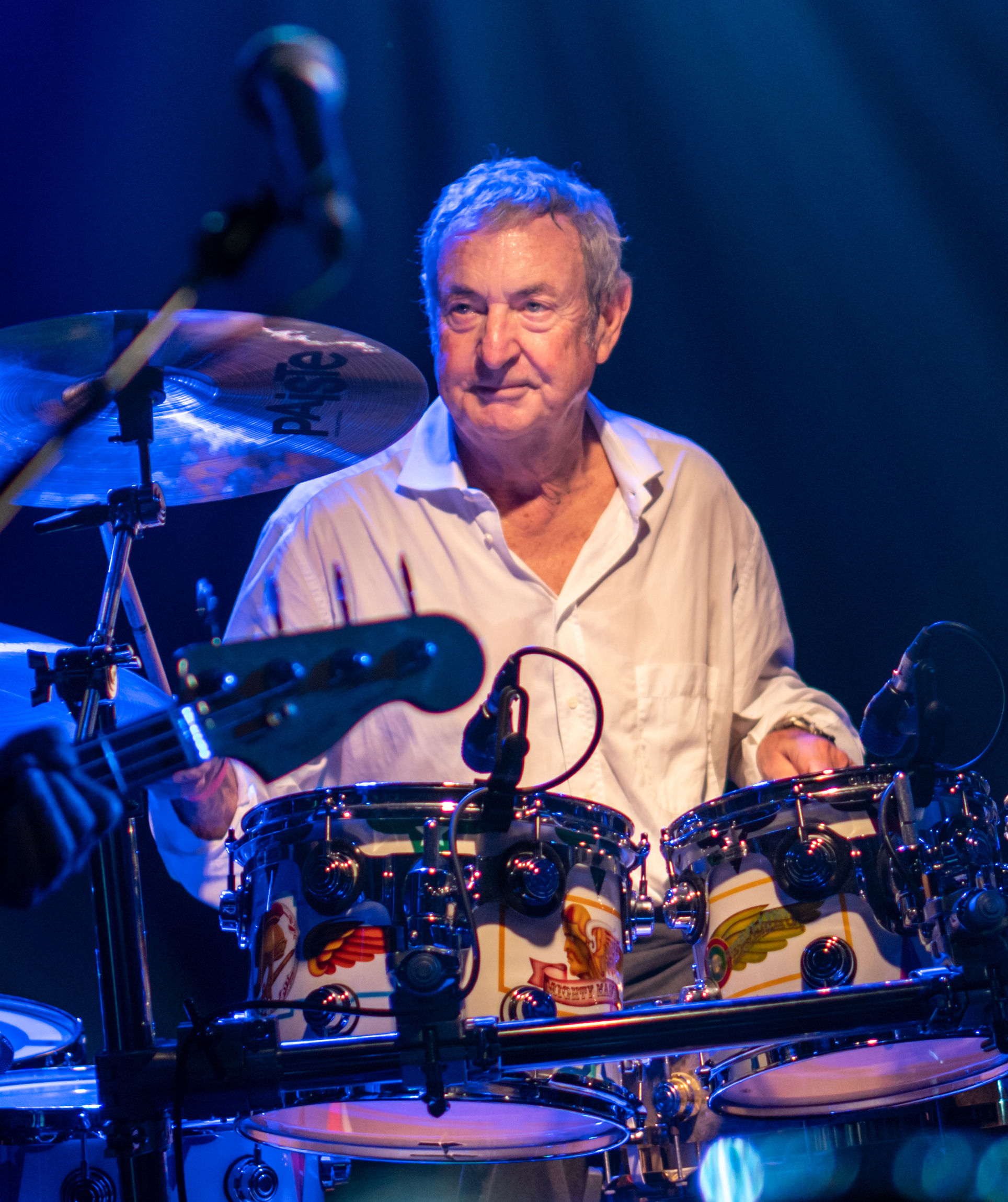
Nick Mason; * 27. Januar

- 27. Januar: Nicholas Berkeley Mason, britischer Musiker
- 27. Januar: Hartmut Schaefer, deutscher Musikwissenschaftler und Musikbibliothekar

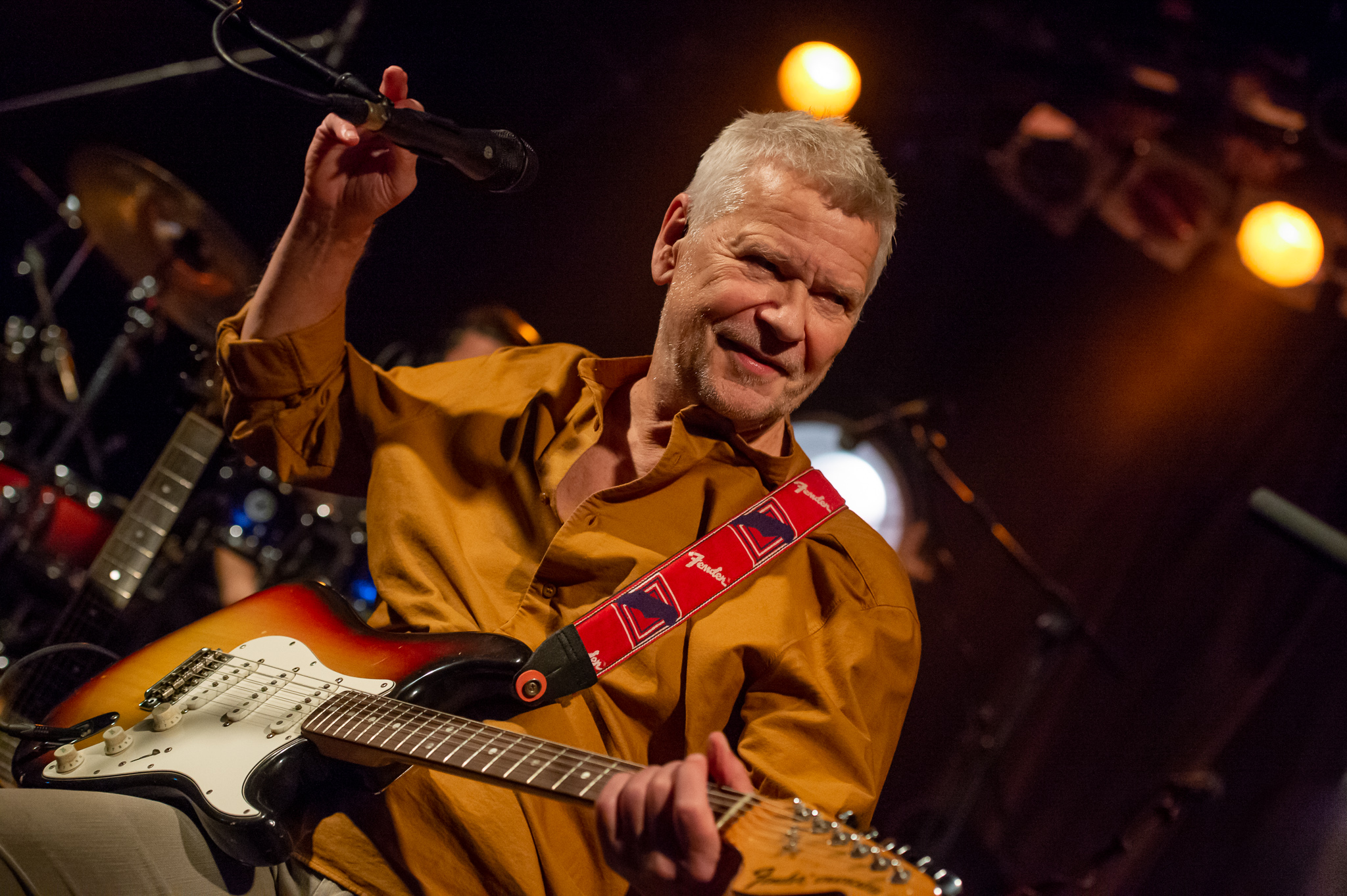
Achim Reichel; * 28. Januar

- 28. Januar: Achim Reichel, deutscher Musiker, Komponist und Produzent
- 28. Januar: Moody Scott, US-amerikanischer Rhythm-&-Blues- und Soul-Sänger († 2004)
- 28. Januar: John Tavener, britischer Komponist († 2013)
- 30. Januar: Daisy Door, deutsche Schlagersängerin
- 31. Januar: Charlie Musselwhite, US-amerikanischer Bluesmusiker

### Februar
- 01. Februar: Ari Brown, US-amerikanischer Jazz-Saxophonist
- 02. Februar: Andrew Davis, britischer Dirigent († 2024)
- 02. Februar: Folkmar Hein, deutscher Tonmeister, Studioleiter, Festivalkurator und Musikmäzen
- 02. Februar: María Iris Radrigán, chilenische Pianistin und Musikpädagogin
- 02. Februar: Hubert Reitterer, österreichischer Musikhistoriker, Altphilologe und Lexikograf
- 03. Februar: Trisha Noble, australische Sängerin und Schauspielerin († 2021)
- 04. Februar: Barbara Hoene, deutsche Opernsängerin (Sopran) († 2025)
- 05. Februar: Piero Focaccia, italienischer Sänger
- 10. Februar: Peter Allen, australischer Komponist und Entertainer († 1992)
- 10. Februar: Rufus Reid, US-amerikanischer Jazz-Bassist
- 10. Februar: Eugen Römer, deutscher Komponist und Produzent († 2021)
- 11. Februar: Martin Drew, britischer Jazzschlagzeuger und Bandleader († 2010)
- 13. Februar: Yoram Paporisz, deutsch-israelischer Komponist († 1992)
- 15. Februar: José Luis Larzabal, argentinischer Komponist und Dirigent
- 16. Februar: Sigiswald Kuijken, belgischer Geiger, Gambenspieler und Dirigent
- 17. Februar: Karl Jenkins, walisischer Keyboarder, Oboist, Saxophonist und Komponist
- 19. Februar: Carey Harrison, britischer Romanautor, Dramatiker, Drehbuch- und Hörspielautor, Librettist, Übersetzer und Hochschullehrer († 2025)
- 23. Februar: George French, US-amerikanischer R&B- und Jazzmusiker († 2024)
- 23. Februar: Florian Fricke, deutscher Elektronikmusik-Pionier († 2001)

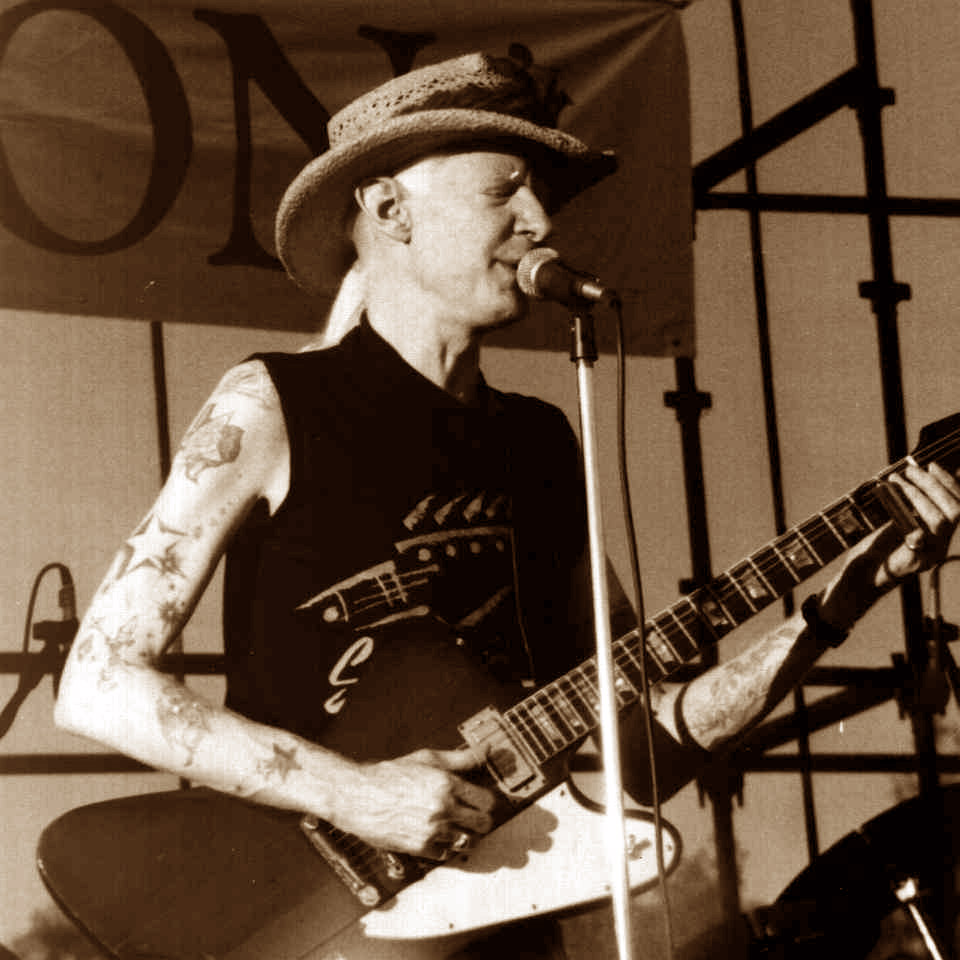
Johnny Winter; * 23. Februar

- 23. Februar: Johnny Winter, US-amerikanischer Bluesmusiker († 2014)
- 24. Februar: Nicky Hopkins, britischer Rockmusiker, Pianist († 1994)
- 26. Februar: Maria Creuza, brasilianische Sängerin
- 28. Februar: Loek Dikker, niederländischer Filmmusikkomponist und Jazzmusiker
- 28. Februar: Jean Gabilou, französisch-polynesischer Schlagersänger
- 29. Februar: Bernd Witthüser, deutscher Folkmusiker († 2017)

### März

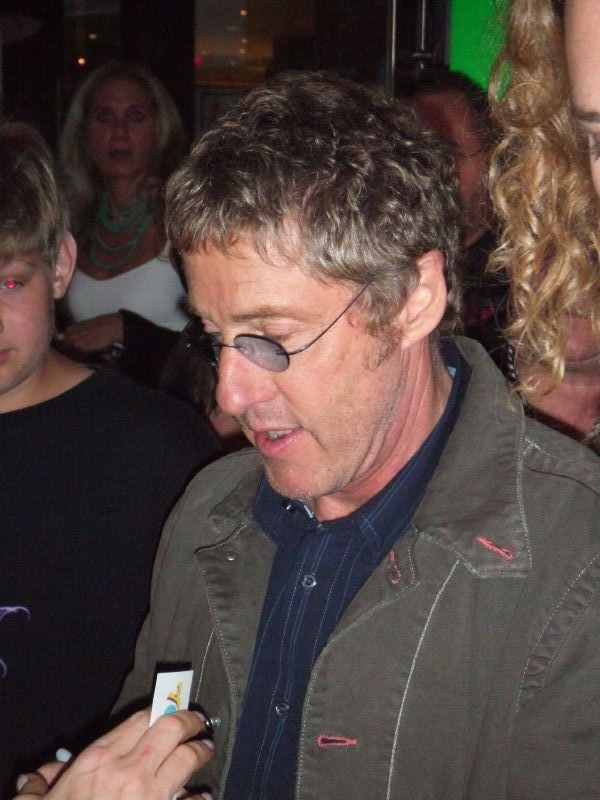
Roger Daltrey; * 1. März

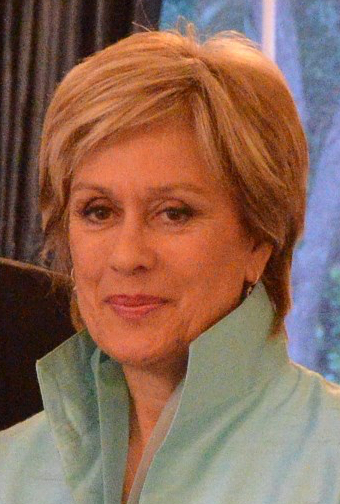
Kiri Te Kanawa; * 6. März

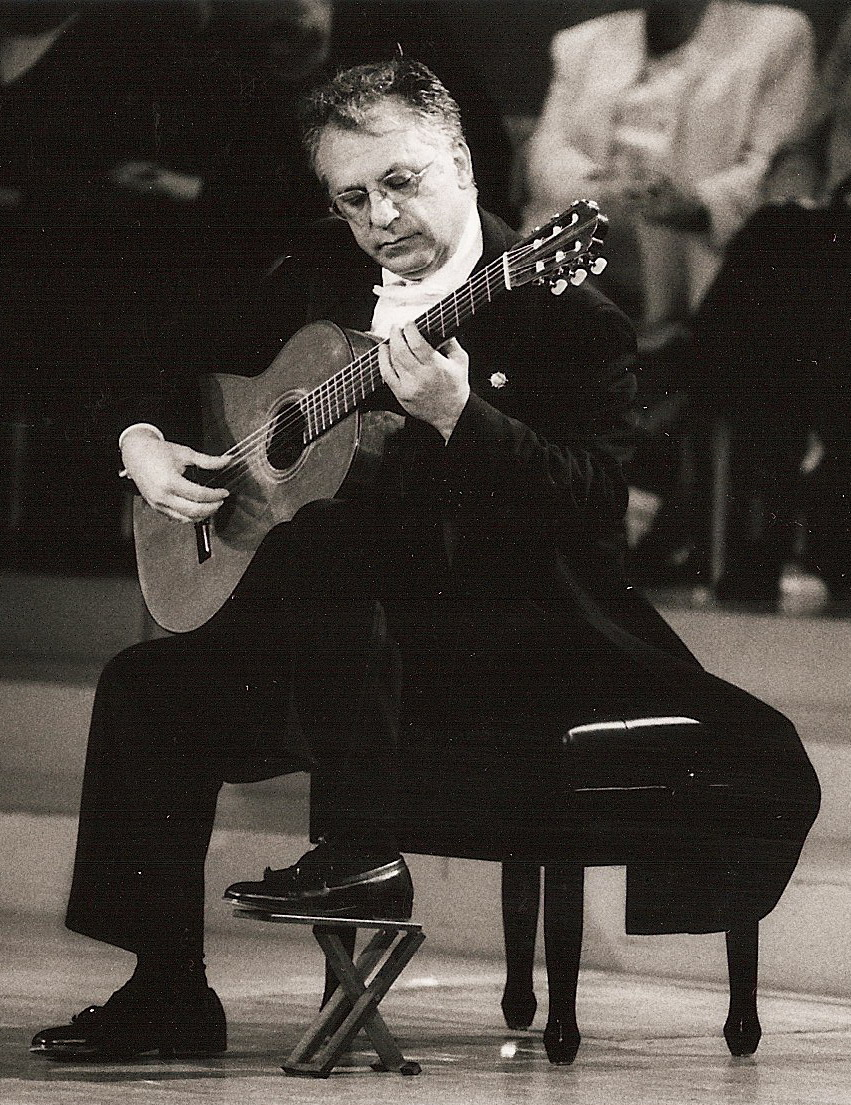
Pepe Romero; * 8. März

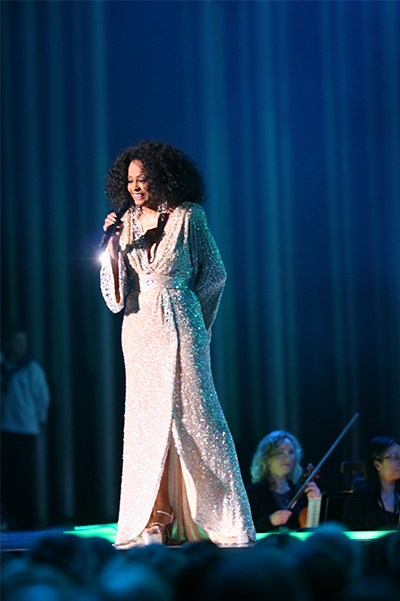
Diana Ross; * 26. März

- 01. März: Roger Daltrey, britischer Musiker
- 01. März: Hanuš Domanský, slowakischer Komponist († 2021)
- 02. März: Leif Segerstam, finnischer Komponist und Dirigent († 2024)
- 03. März: Eva Astor, österreichische Schauspielerin, Schlagersängerin und Astrologin († 2020)
- 03. März: Héctor Bingert, uruguayischer Jazz- und Unterhaltungsmusiker (Saxophon, Flöte, Komposition)
- 03. März: Odessa Cleveland, US-amerikanische Schauspielerin, Musicaldarstellerin und Schriftstellerin
- 03. März: Lee Holdridge, US-amerikanischer Komponist
- 03. März: Rita Hovink, niederländische Jazz-, Chanson- und Schlagersängerin († 1979)
- 04. März: Ulrich Roski, deutscher Liedermacher († 2003)
- 05. März: Harald Zuschrader, österreichischer Komponist und Musiker
- 06. März: Mickey Jupp, britischer Musiker
- 06. März: Kiri Te Kanawa, neuseeländische Opernsängerin (Sopran)
- 06. März: Mary Wilson, US-amerikanische Soul-Sängerin († 2021)
- 07. März: Townes Van Zandt, US-amerikanischer Songwriter († 1997)
- 08. März: Pepe Romero, spanischer Gitarrist
- 09. März: Wolfgang Fassler, österreichischer Opernsänger († 1997)
- 10. März: David Friedman, US-amerikanischer Jazzmusiker
- 10. März: Martin Mann, deutscher Schlagersänger
- 12. März: Peter Orloff, deutscher Schlagersänger, Komponist, Texter, Produzent und Schauspieler
- 13. März: Chris Roberts, deutscher Schlagersänger und Schauspieler († 2017)
- 14. März: Wolfgang Beigel, österreichischer Schauspieler, Sänger, Musicaldarsteller und Sprecher
- 14. März: Alain Bouchet, französischer Jazzmusiker († 2025)
- 14. März: Boris Brott, kanadischer Dirigent († 2022)
- 14. März: Mariza Koch, griechische Folkloresängerin
- 14. März: Reynaldo Martín, argentinischer Tangosänger, -komponist und -dichter († 2012)
- 15. März: Joachim Kühn, deutscher Musiker
- 17. März: Anthony Monn, deutscher Sänger, Komponist und Musikproduzent
- 17. März: John Sebastian, US-amerikanischer Rockmusiker
- 18. März: Dieter Birr, deutscher Sänger, Gitarrist und Komponist
- 19. März: Joseph Celli, US-amerikanischer Komponist und Oboist
- 19. März: Tom Constanten, US-amerikanischer Musiker
- 21. März: David Lindley, US-amerikanischer Multiinstrumentalist und Sänger († 2023)
- 21. März: Jamary Oliveira, brasilianischer Komponist († 2020)
- 22. März: Tony McPhee, britischer Blues-Gitarrist und Sänger († 2023)
- 22. März: Reynold Scott, US-amerikanischer Jazzmusiker († 2018)
- 23. März: Michael Nyman, britischer Filmmusikkomponist
- 25. März: Gerhard Otto Doderer, deutscher Musikforscher und Hochschullehrer
- 26. März: Reinhold Andert, deutscher Liedermacher und satirischer Autor
- 26. März: Diana Ross, US-amerikanische Sängerin
- 27. März: Dietrich Kröncke, deutscher Rechtsanwalt, Arbeitgeberverbands-Geschäftsführer und Musikwissenschaftler
- 28. März: Peter Banjo Meyer, deutscher Jazzmusiker († 2025)
- 28. März: Krunoslav Slabinac, jugoslawischer bzw. kroatischer Sänger († 2020)
- 29. März: Terry Jacks, kanadischer Sänger und Musikproduzent
- 29. März: Eduard Keller, Schweizer Musikverleger († 2013)
- 31. März: Rod Allen, britischer Gitarrist und Sänger († 2008)
- 31. März: Pascal Danel, französischer Sänger und Komponist († 2024)
- 31. März: Mick Ralphs, britischer Gitarrist († 2025)
- 31. März: Malcolm Roberts, britischer Schlagersänger († 2003)

### April
- 01. April: Walter Fähndrich, Schweizer Komponist, Bratschist und Improvisator
- 06. April: Bernd Spier, deutscher Schlagersänger († 2017)
- 07. April: Noëlle Cordier, französische Sängerin
- 07. April: Detlef Kobjela, sorbischer Komponist und Musikwissenschaftler († 2018)
- 07. April: Christof Nel, deutscher Theater- und Opernregisseur († 2024)
- 08. April: Keef Hartley, britischer Rockmusiker, Schlagzeuger († 2011)
- 09. April: Silvia Sommer, österreichische Komponistin und Pianistin
- 10. April: Thüring Bräm, Schweizer Dirigent und Komponist
- 10. April: Ladislav Chvalkovský, tschechischer Bassgitarrist und Rocksänger († 2024)
- 11. April: Ernst-Erich Stender, deutscher Kirchenmusiker und Organist
- 13. April: Jack Casady, US-amerikanischer Blues- und Rockmusiker und Bassist
- 14. April: Harry Sparnaay, niederländischer Bassklarinettist, Komponist und Hochschullehrer († 2017)
- 15. April: Dave Edmunds, walisischer Gitarrist und Sänger
- 16. April: Dennis Russell Davies, US-amerikanischer Opern- und Konzert-Dirigent, Pianist und Kammermusiker
- 18. April: Steve Gray, britischer Jazzmusiker († 2008)
- 18. April: Penelope Thwaites, australische Pianistin und Komponistin
- 19. April: Bernie Worrell, US-amerikanischer Musiker († 2016)
- 20. April: Francesc Bonastre i Bertran, katalanischer Musikwissenschaftler, Musikpädagoge und Komponist († 2017)
- 20. April: Raúl Vale, mexikanischer Sänger, Komponist und Schauspieler († 2003)
- 21. April: Peter Kowald, deutscher Kontrabassist und Tubist († 2002)
- 22. April: Joshua Rifkin, US-amerikanischer Dirigent und Musikwissenschaftler
- 23. April: Béla Weissbach, ungarischer Jazz- und Unterhaltungsmusiker
- 24. April: Manfred Josel, österreichischer Musiker († 2025)
- 30. April: Andy Kulberg, US-amerikanischer Rockmusiker († 2002)

### Mai

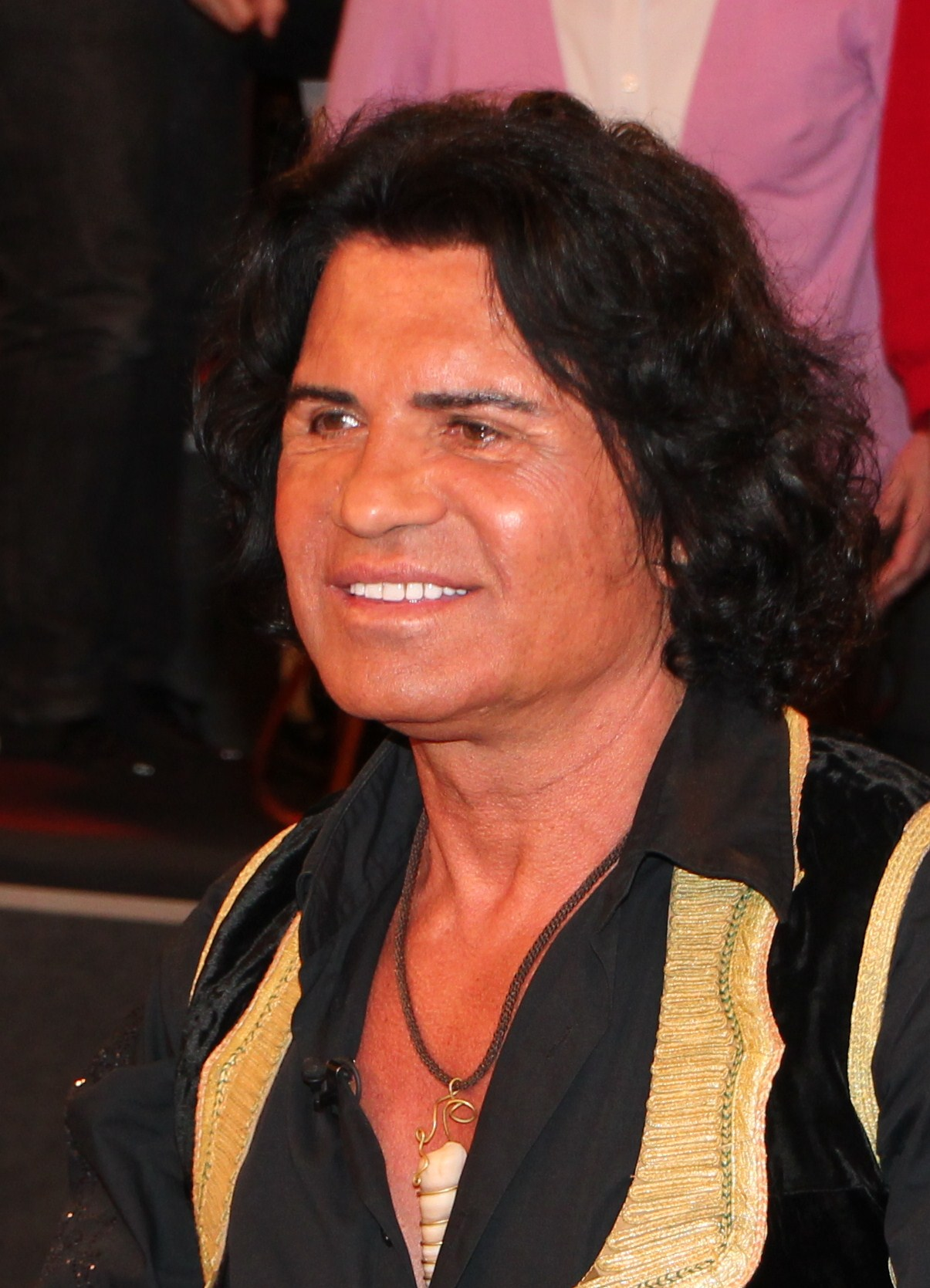
Costa Cordalis; * 1. Mai

- 01. Mai: Costa Cordalis, griechischer Sänger deutscher Schlager († 2019)
- 01. Mai: Anna-Lena Löfgren, schwedische Schlagersängerin († 2010)
- 01. Mai: Józef Serafin, polnischer Organist und Musikpädagoge
- 04. Mai: Dave, niederländischer Sänger und Fernsehmoderator
- 08. Mai: Gary Glitter, britischer Rock-’n’-Roll-Musiker
- 09. Mai: Manfred Oberdörffer, deutscher Sänger und Komponist
- 11. Mai: Roy Blumenfeld, US-amerikanischer Rockmusiker
- 13. Mai: Wolfgang Quetes, österreichischer Theater- und Opernregisseur und Theaterintendant
- 16. Mai: Billy Cobham, panamaischer Jazz-Schlagzeuger und -Komponist
- 18. Mai: Justus Frantz, deutscher Pianist und Dirigent
- 18. Mai: Albert Hammond, britischer Singer-Songwriter und Musikproduzent
- 18. Mai: Richard Grégoire, kanadischer Komponist
- 20. Mai: Walter Cikan, deutscher Musikproduzent († 2025)

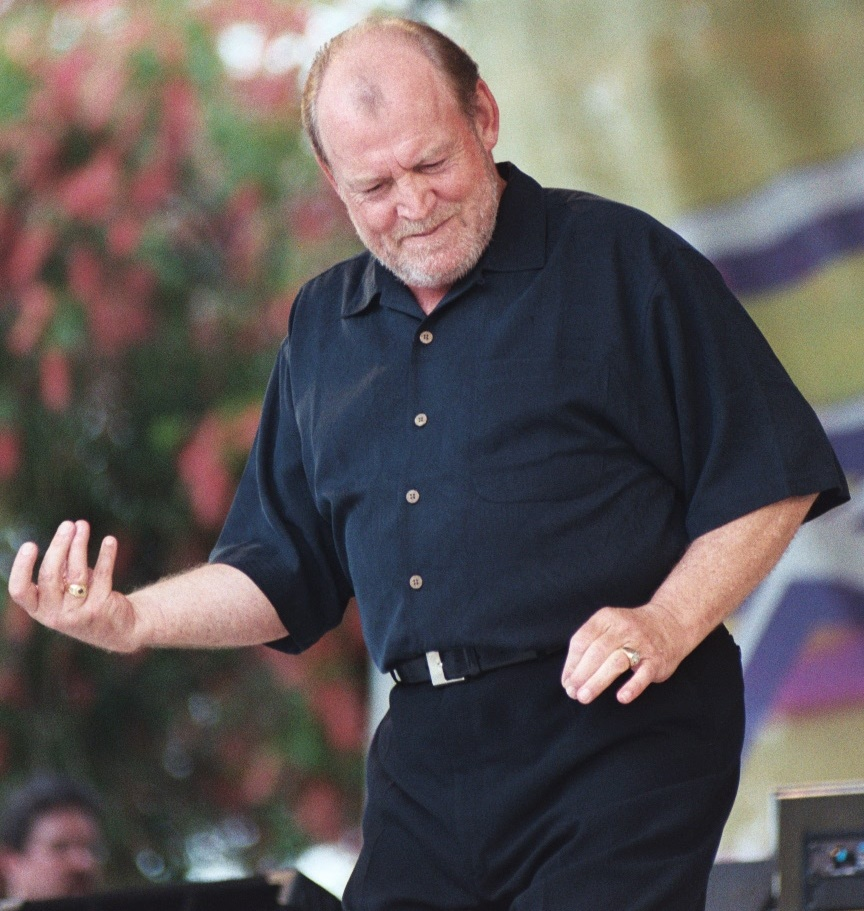
Joe Cocker; * 20. Mai

- 20. Mai: Joe Cocker, britischer Rhythm-and-Blues-Sänger († 2014)
- 21. Mai: Blinky, US-amerikanische Blues-, Gospel- und Soul-Sängerin
- 24. Mai: Susana Baca, afro-peruanische Sängerin, Songschreiberin, Musikethnologin und Kulturpolitikerin
- 24. Mai: Patti LaBelle, US-amerikanische Sängerin
- 28. Mai: Gladys Knight, US-amerikanische Sängerin und Schauspielerin
- 28. Mai: Patricia Quinn, nordirische Schauspielerin und Sängerin
- 28. Mai: Gary Stewart, US-amerikanischer Country-Musiker († 2003)

### Juni
- 02. Juni: Marvin Hamlisch, US-amerikanischer Komponist († 2012)
- 03. Juni: Jack Wilkins, US-amerikanischer Jazz- und Fusion-Gitarrist († 2023)
- 04. Juni: Ricky Shayne, französisch-libanesischer Schlagersänger († 2024)
- 04. Juni: Eddie Skoller, dänischer Schauspieler, Singer-Songwriter, Komiker und Theaterleiter († 2023)
- 05. Juni: Jaromír Klempíř, tschechischer Pianist und Komponist († 2016)
- 05. Juni: Peter Streiff, Schweizer Komponist
- 05. Juni: Colm Wilkinson, irischer Musical-Darsteller und Sänger

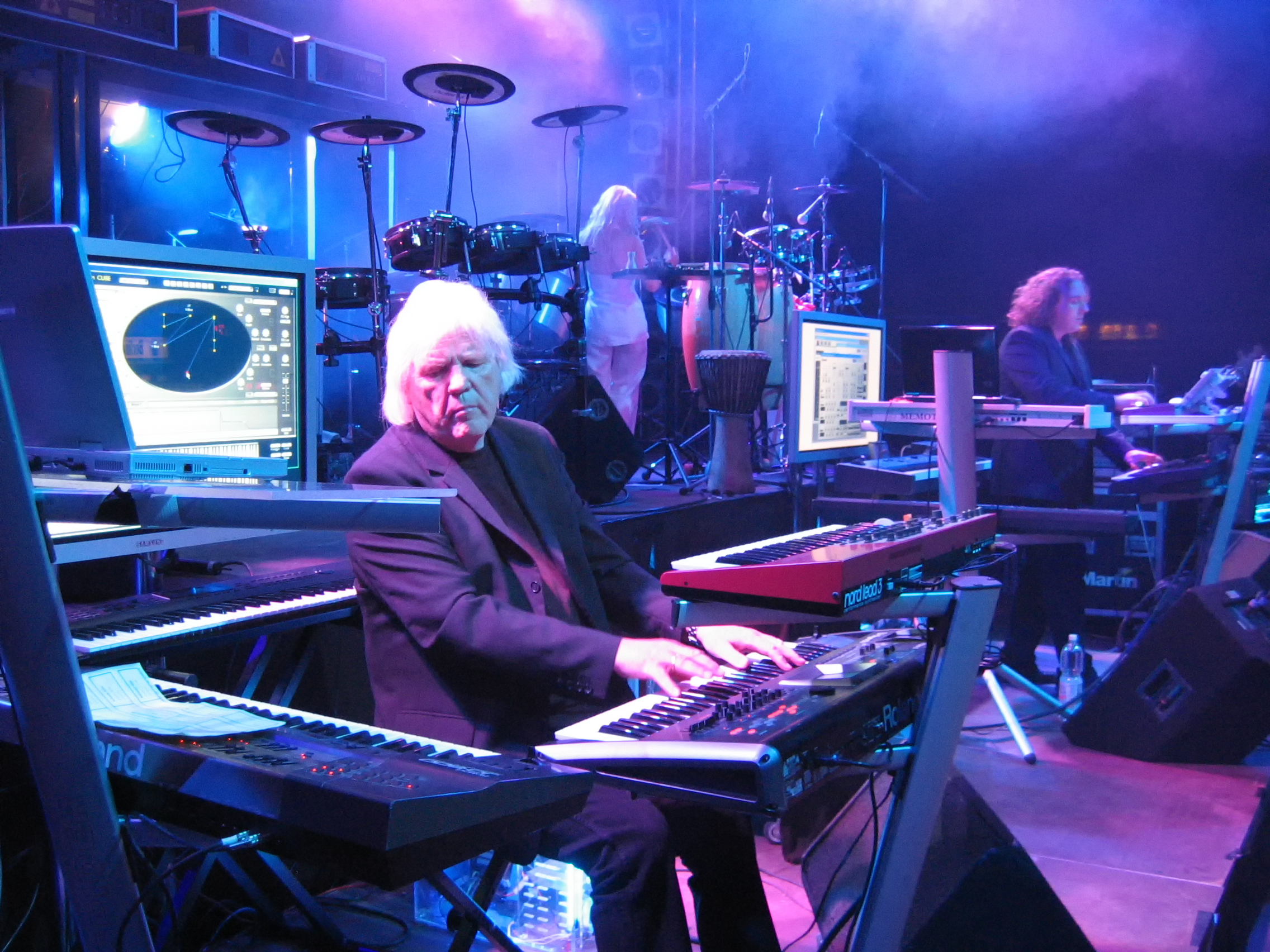
Edgar Froese; * 6. Juni

- 06. Juni: Edgar Froese, deutscher Pionier der Elektronischen Musik († 2015)
- 06. Juni: Eduard Holnthaner, slowenischer Jazzmusiker
- 07. Juni: Miguel Ríos, spanischer Musiker und Rocksänger
- 07. Juni: Clarence White, US-amerikanischer Bluegrass-Musiker († 1973)
- 08. Juni: Boz Scaggs, US-amerikanischer Musiker
- 10. Juni: Jozef Podprocký, slowakischer Komponist († 2021)
- 11. Juni: Turk Mauro, US-amerikanischer Jazzmusiker (Saxophonist) († 2019)
- 11. Juni: Bruno Szordikowski, deutscher Gitarrist, Herausgeber und Instrumentalpädagoge († 2021)
- 14. Juni: Reiner Karge, deutscher Maler und Sänger († 1995)
- 14. Juni: Dezső Lakatos, ungarischer Jazzmusiker († 1997)
- 18. Juni: Sandy Posey, US-amerikanische Sängerin († 2024)
- 19. Juni: Chico Buarque, brasilianischer Sänger, Komponist und Schriftsteller
- 21. Juni: Ray Davies, britischer Musiker
- 21. Juni: Jon Hiseman, britischer Schlagzeuger († 2018)
- 22. Juni: Peter Asher, englischer Gitarrist, Sänger, Musikmanager und -produzent

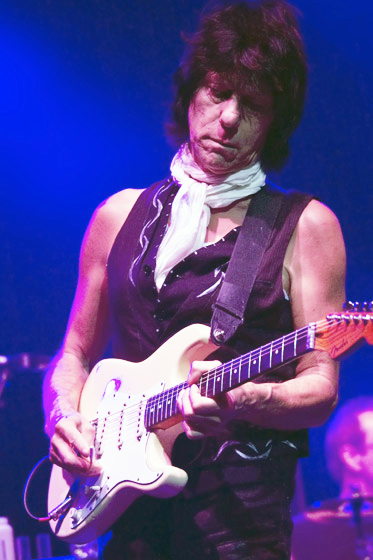
Jeff Beck; * 24. Juni

- 24. Juni: Jeff Beck, britischer Gitarrist († 2023)
- 24. Juni: Frank Walton, US-amerikanischer Jazzmusiker (Trompete) († 2024)
- 24. Juni: Chris Wood, britischer Rockmusiker († 1983)
- 25. Juni: Bobby Naughton, US-amerikanischer Jazzmusiker († 2022)
- 26. Juni: Arthur Doyle, US-amerikanischer Jazzmusiker († 2014)
- 27. Juni: Will Jennings, US-amerikanischer Songwriter († 2024)
- 30. Juni: Guy Mardel, französischer Sänger

### Juli
- 02. Juli: Frederick A. Hall, kanadischer Musikwissenschaftler und -pädagoge
- 03. Juli: Luis Cardei, argentinischer Tangosänger († 2000)

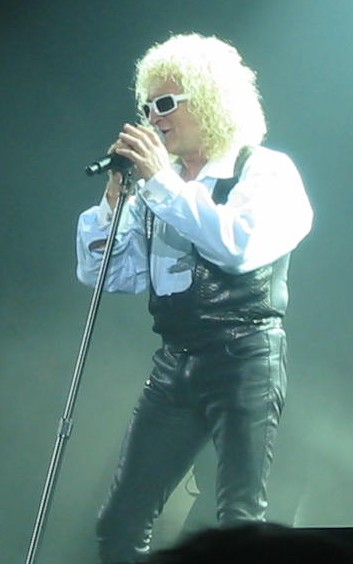
Michel Polnareff; * 3. Juli

- 03. Juli: Michel Polnareff, französischer Popmusiker
- 04. Juli: Hans Georg Ahrens, deutscher Opernsänger
- 04. Juli: Harvey Brooks, US-amerikanischer Musiker
- 04. Juli: Leroy Lowe, US-amerikanischer Schlagzeuger († 1999)
- 04. Juli: Butch Miles, US-amerikanischer Jazz-Schlagzeuger († 2023)
- 04. Juli: Lotti Tauber, Schweizer Pianistin und Komponistin († 1988)
- 06. Juli: Andor Izsák, ungarischer Organist, Musikwissenschaftler und Dirigent, Gründer des Europäischen Zentrums für Jüdische Musik
- 06. Juli: Claude-Michel Schönberg, französischer Musical-Komponist
- 11. Juli: Wanda Sá, brasilianische Bossa-Nova-Musikerin
- 12. Juli: Jean-François Jenny-Clark, französischer Kontrabassist († 1998)
- 15. Juli: Iancu Dumitrescu, rumänischer Komponist
- 15. Juli: Klaas de Vries, niederländischer Komponist
- 17. Juli: Wolfgang Hamm, deutscher Komponist, Autor und Musikproduzent († 2022)
- 17. Juli: Danilo Orozco, kubanischer Musikwissenschaftler und -pädagoge († 2013)
- 19. Juli: Didier Levallet, französischer Jazzkontrabassist und Bandleader
- 20. Juli: Jens-Peter Ostendorf, deutscher Komponist († 2006)
- 21. Juli: Conrad Artmüller, österreichischer Dirigent

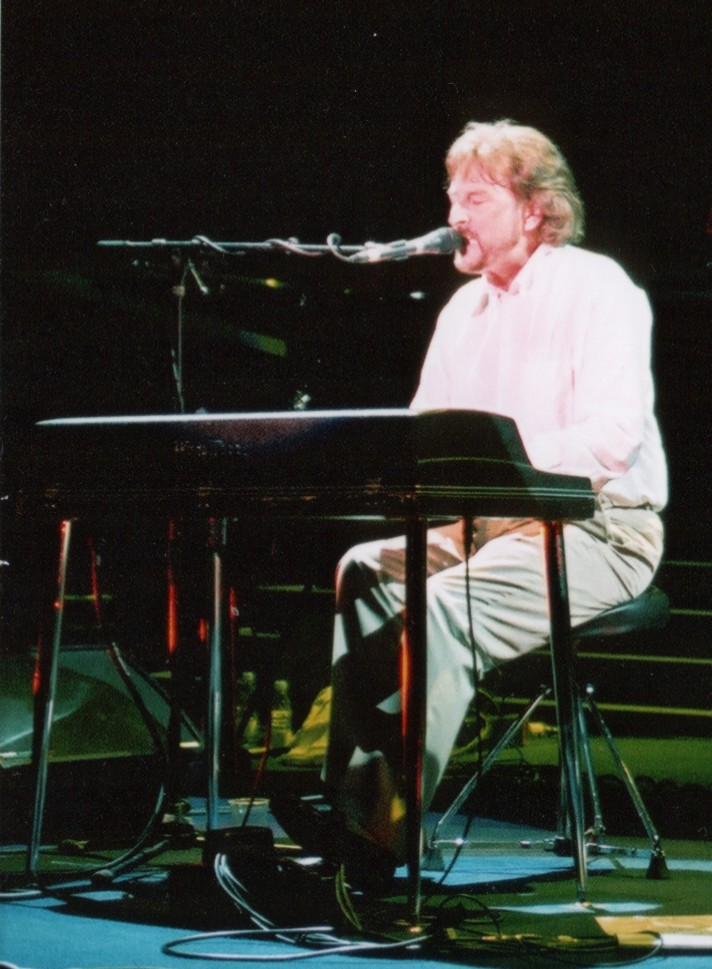
Rick Davies; * 22. Juli

- 22. Juli: Rick Davies, britischer Musiker und Songschreiber
- 23. Juli: Maria João Pires, portugiesische Pianistin
- 24. Juli: Jim Armstrong, britischer Rock- und Bluesgitarrist
- 26. Juli: Ann Christine, finnische Schlagersängerin († 2022)
- 26. Juli: Betty Davis, US-amerikanische Sängerin († 2022)
- 26. Juli: John Hawkins, kanadischer Komponist und Pianist († 2007)
- 26. Juli: Ann-Christine Nyström, finnische Schlagersängerin († 2022)
- 27. Juli: Barbara Thompson, britische Jazz-Saxophonistin, -Flötistin und Komponistin († 2022)
- 30. Juli: Jimmy Cliff, jamaikanischer Reggaekünstler
- 30. Juli: Betty Mars, französische Sängerin und Schauspielerin († 1989)
- 31. Juli: Carl Magnus Neumann, norwegischer Jazzmusiker

### August
- 01. August: Hans Mosesson, schwedischer Schauspieler, Regisseur und Musiker († 2023)
- 02. August: Jim Capaldi, britischer Musiker († 2005)
- 02. August: Hans Muff, schweizerischer Musikproduzent, Klarinetten- und Saxophonspieler († 2015)
- 02. August: Mark Naftalin, US-amerikanischer Multiinstrumentalist
- 02. August: Günter Stössel, deutscher Schriftsteller, Mundartdichter, Kabarettist und Liedermacher († 2023)

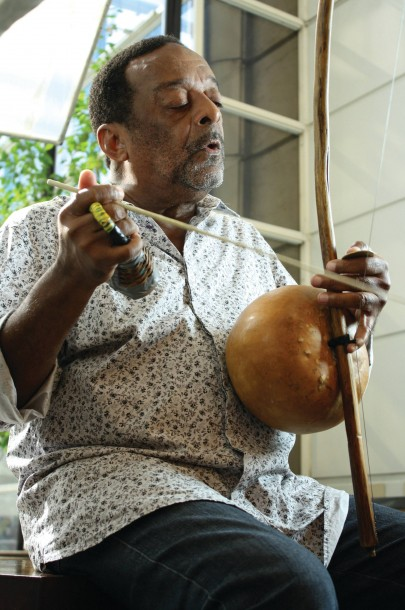
Naná Vasconcelos; * 2. August

- 02. August: Naná Vasconcelos, brasilianischer Jazzmusiker († 2016)
- 03. August: Carol Deene, britische Sängerin
- 04. August: Gregor Benko, US-amerikanischer Publizist und Herausgeber historischer Klavieraufnahmen
- 04. August: Orhan Gencebay, türkischer Musiker und Produzent
- 05. August: Christopher Gunning, britischer Film- und Fernsehkomponist († 2023)
- 08. August: John Renbourn, britischer Folk-Sänger und -Gitarrist († 2015)
- 09. August: Lars-Erik Rosell, schwedischer Komponist († 2005)
- 12. August: John Slaughter, britischer Bluesrock- und Jazz-Gitarrist († 2010)
- 13. August: Niel Immelman, südafrikanisch-britischer Pianist und Musikpädagoge († 2023)
- 15. August: Sylvie Vartan, französische Chanson- und Pop-Sängerin sowie Schauspielerin
- 16. August: Kevin Ayers, britischer Musiker († 2013)
- 17. August: Volker Worlitzsch, deutscher Violinist und Konzertmeister († 2023)
- 18. August: Oscar Brashear, US-amerikanischer Jazztrompeter des Post Bop und Hard Bop († 2023)

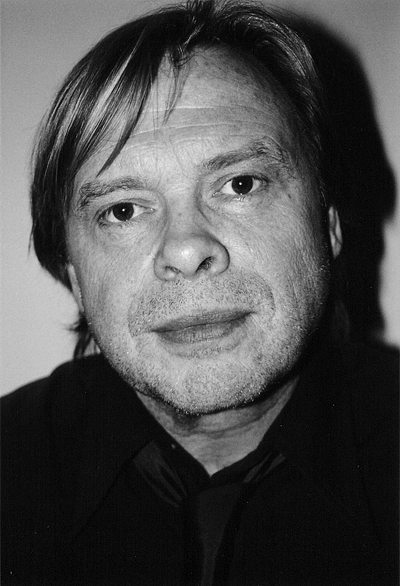
Volker Lechtenbrink; * 18. August

- 18. August: Volker Lechtenbrink, deutscher Schauspieler und Schlagersänger († 2021)
- 19. August: Bernardo Baraj, argentinischer Jazzsaxophonist
- 20. August: Michael B. Tretow, schwedischer Musikproduzent, Tontechniker und Musiker († 2025)
- 22. August: Peter Hofmann, deutscher Opernsänger (Tenor) († 2010)
- 22. August: Antonín Matzner, tschechischer Musikhistoriker, Jazzautor, Musikproduzent und Dramaturg († 2017)
- 24. August: Frans Sjöström, schwedischer Jazzmusiker (Saxophon, Komposition) und Hörfunkmoderator († 2023)
- 25. August: Norman Howard, US-amerikanischer Jazzmusiker (Trompete, Komposition)
- 25. August: Luca Pfaff, Schweizer Dirigent
- 26. August: Maureen Ann „Moe“ Tucker, US-amerikanische Schlagzeugerin
- 27. August: Tim Bogert, US-amerikanischer Rockmusiker (Bass) († 2021)
- 27. August: Barry Conyngham, australischer Komponist und Musikpädagoge

### September
- 02. September: Pablo Ziegler, argentinischer Pianist, Komponist und Arrangeur
- 03. September: Albert Neumayr, österreichischer Komponist und Chorleiter
- 04. September: Gene Parsons, US-amerikanischer Country-Musiker
- 04. September: Sergiusz Perkowski, polnischer Jazzmusiker
- 05. September: Hans-Jörg Böckeler, deutscher Komponist († 2018)

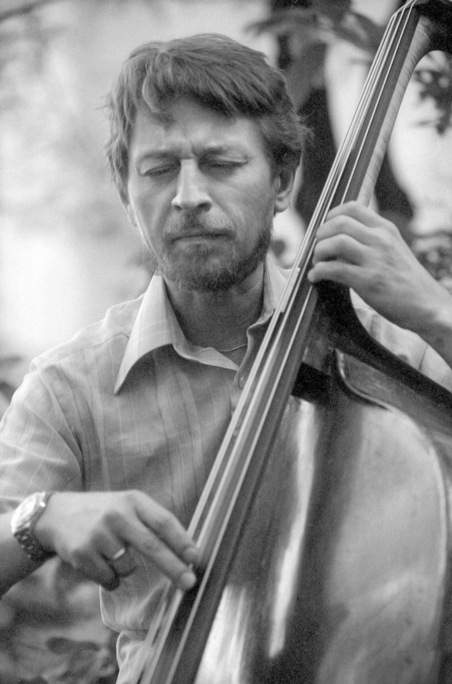
George Mraz; * 9. September

- 09. September: George Mraz, US-amerikanischer Jazz-Kontrabassist († 2021)
- 12. September: Barry White, US-amerikanischer Soulsänger und -produzent († 2003)
- 13. September: Leslie Harvey, schottischer Rock-Gitarrist († 1972)
- 14. September: Alain Kan, französischer Sänger (1990 verschollen)
- 16. September: Caspar Richter, deutscher Dirigent († 2023)
- 18. September: Gunther Emmerlich, deutscher Sänger und Moderator († 2023)
- 18. September: Michael Franks, US-amerikanischer Jazzsänger
- 18. September: Jürgen Kussmaul, deutscher Musiker
- 21. September: Gottfried Pilz, österreichischer Bühnen- und Kostümbildner sowie Opernregisseur († 2024)
- 22. September: Jack Abell, US-amerikanischer Geiger, Bratscher, Dirigent, Musikpädagoge, Musikverleger und Komponist († 1993)
- 22. September: Kathe Green, US-amerikanische Sängerin, Schauspielerin und ehemaliges Model
- 23. September: Eric Bogle, schottisch-australischer Sänger, Singer-Songwriter und Friedensaktivist
- 24. September: Henry Kotowski, deutscher Rockmusiker († 2019)
- 25. September: Seija Simola, finnische Sängerin († 2017)
- 26. September: András Adorján, ungarischer Flötist
- 27. September: Angélica María, mexikanische Sängerin und Schauspielerin
- 29. September: Mike Post, US-amerikanischer Komponist und Produzent
- 29. September: Andrzej Straszyński, polnischer Dirigent
- 30. September: John Duykers, US-amerikanischer Sänger

### Oktober
- 01. Oktober: Dani, französische Schauspielerin und Sängerin († 2022)

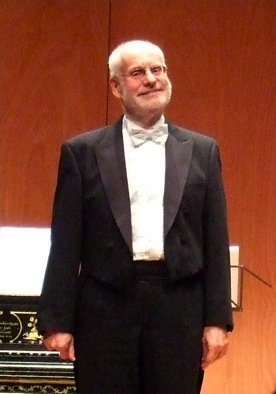
Ton Koopman; * 2. Oktober

- 02. Oktober: Ton Koopman, niederländischer Dirigent, Organist und Cembalist
- 04. Oktober: Eddie Gomez, US-amerikanischer Jazzbassist
- 04. Oktober: Srđan Hofman, jugoslawischer bzw. serbischer Komponist und Hochschullehrer († 2021)
- 05. Oktober: Luiz Alves, brasilianischer Kontrabassist und Komponist
- 08. Oktober: Susan Raye, US-amerikanische Country-Sängerin
- 09. Oktober: John Entwistle, britischer Rockmusiker († 2002)
- 09. Oktober: Nona Hendryx, US-amerikanische Sängerin und Songschreiberin
- 09. Oktober: Sophie, französische Chansonsängerin und Hörfunkmoderatorin († 2012)
- 11. Oktober: Joana, deutsche Sängerin
- 13. Oktober: Robert Lamm, US-amerikanischer Keyboarder, Gitarrist, Sänger und Songwriter
- 18. Oktober: Nelson Freire, brasilianischer Pianist († 2021)
- 19. Oktober: George McCrae, US-amerikanischer Pop- und R&B-Sänger
- 19. Oktober: Peter Tosh, jamaikanischer Sänger († 1987)
- 20. Oktober: William Albright, US-amerikanischer Komponist, Pianist und Organist († 1998)
- 22. Oktober: Volker von der Heydt, deutscher Journalist und Rundfunkintendant († 2023)
- 22. Oktober: Jef Sicard, französischer Jazzmusiker († 2021)
- 23. Oktober: Karaikudi S. Subramanian, indischer Vinaspieler und Musikpädagoge
- 24. Oktober: Bettye Swann, US-amerikanische Soul-Sängerin und Songwriterin
- 24. Oktober: Ted Templeman, US-amerikanischer Rockmusik-Produzent

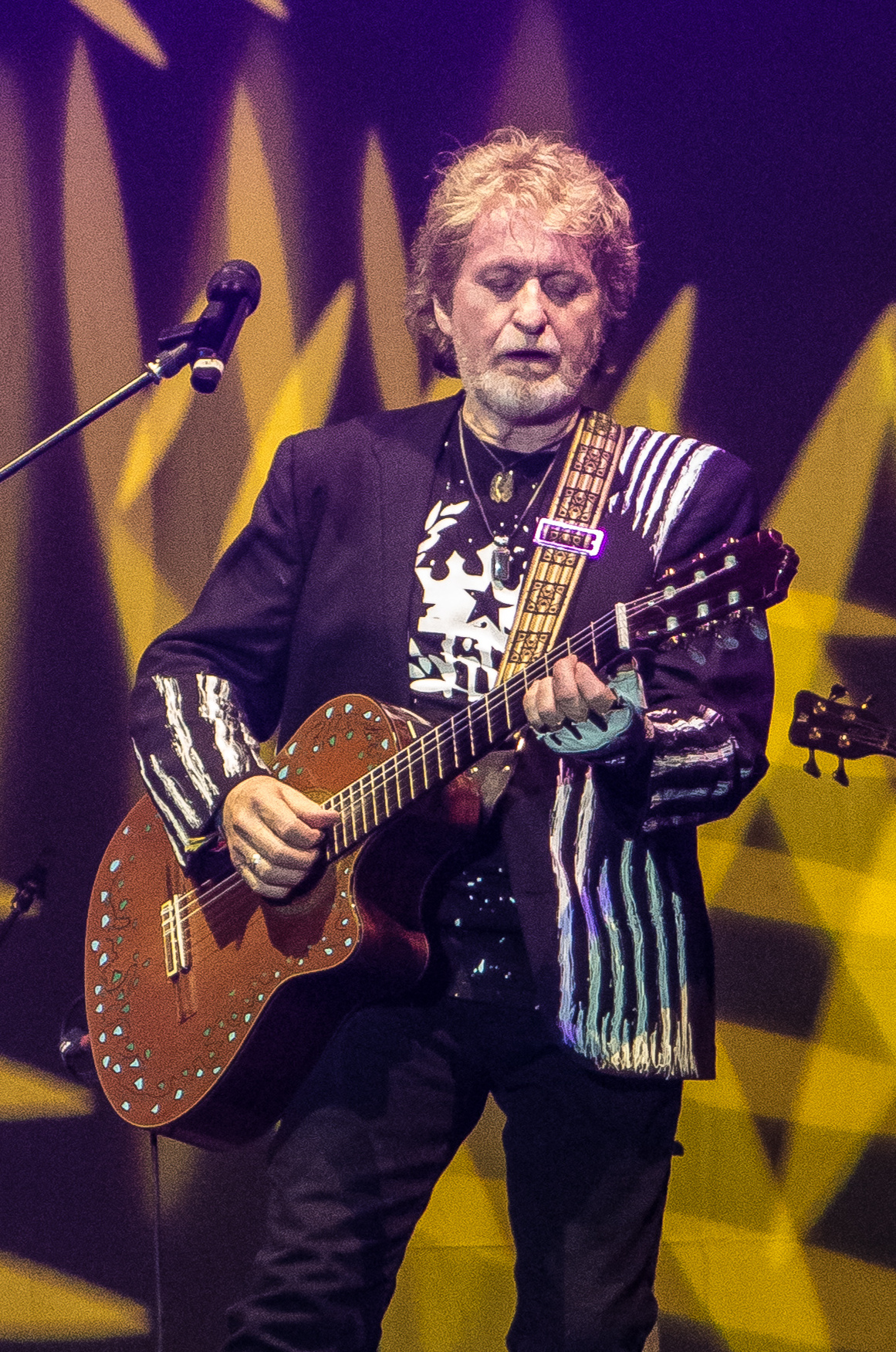
Jon Anderson; * 25. Oktober

- 25. Oktober: Jon Anderson, britischer Rockmusiker und -sänger
- 26. Oktober: Kenneth Lee Ascher, US-amerikanischer Pianist und Keyboarder
- 27. Oktober: Nikolai Petrowitsch Karatschenzow, russischer Filmschauspieler und Sänger († 2018)
- 29. Oktober: Berta Ambrož, jugoslawische Sängerin († 2003)
- 29. Oktober: Denny Laine, britischer Rockmusiker († 2023)
- 29. Oktober: Fausto Leali, italienischer Sänger
- 31. Oktober: Sumter Bruton, US-amerikanischer Blues- und Jazzmusiker († 2022)
- 31. Oktober: Kinky Friedman, US-amerikanischer Country-Musiker, Schriftsteller und Politiker († 2024)
- 31. Oktober: Pepe Guerra, uruguayischer Sänger, Gitarrist und Komponist († 2024)

### November
- 01. November: Kinky Friedman, US-amerikanischer Country-Musiker, Schriftsteller und Politiker († 2024)

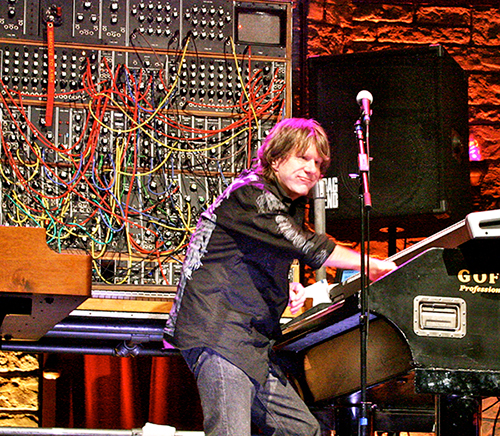
Keith Emerson; * 2. November

- 02. November: Keith Emerson, britischer Keyboarder und Pianist († 2016)
- 02. November: Fritz Puppel, deutscher Musiker, Gitarrist und Komponist (City) († 2024)
- 04. November: Willem Breuker, niederländischer Jazz-Klarinettist, Saxofonist, Komponist und Bandleader († 2010)
- 05. November: Anne de Dadelsen, französisch-schweizerische Pianistin
- 06. November: Wild Man Fischer, US-amerikanischer Musiker († 2011)
- 08. November: Kamau Muata Adilifu, US-amerikanischer Jazz-Trompeter und Flügelhornist
- 08. November: Alexander Tilley, kanadischer Musikpädagoge, Chorleiter und Komponist
- 09. November: Phil May, britischer Sänger und Komponist († 2020)

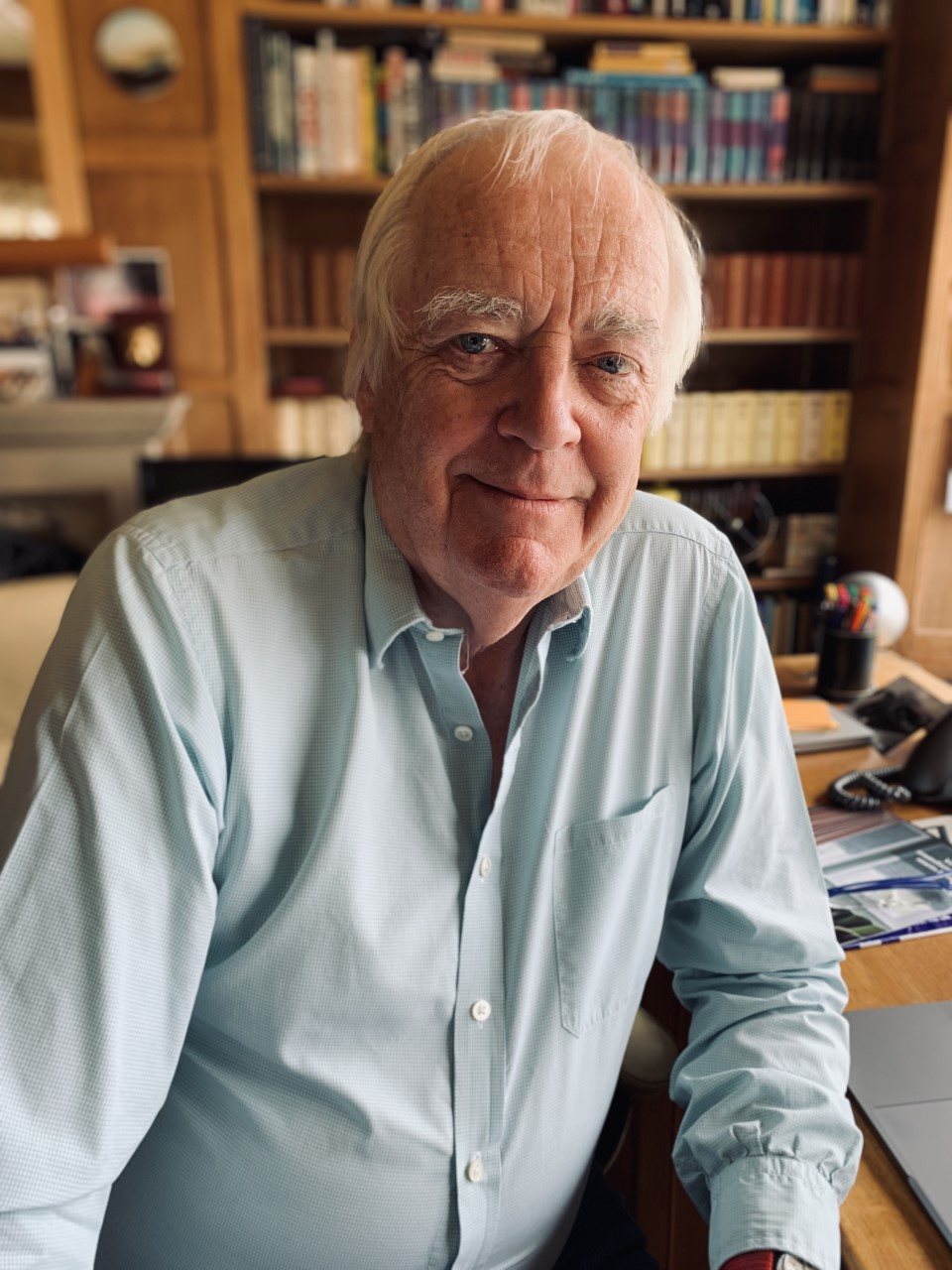
Tim Rice; * 10. November

- 10. November: Tim Rice, britischer Musical- und Filmtexter
- 13. November: Timmy Thomas, US-amerikanischer Sänger und Songschreiber († 2022)
- 13. November: Kenny „Blues Boss“ Wayne, US-amerikanischer Blues-, Boogie-Woogie- und Jazzmusiker
- 13. November: Hans-Ulrich Weigel, deutscher Schlagertexter und Musikproduzent

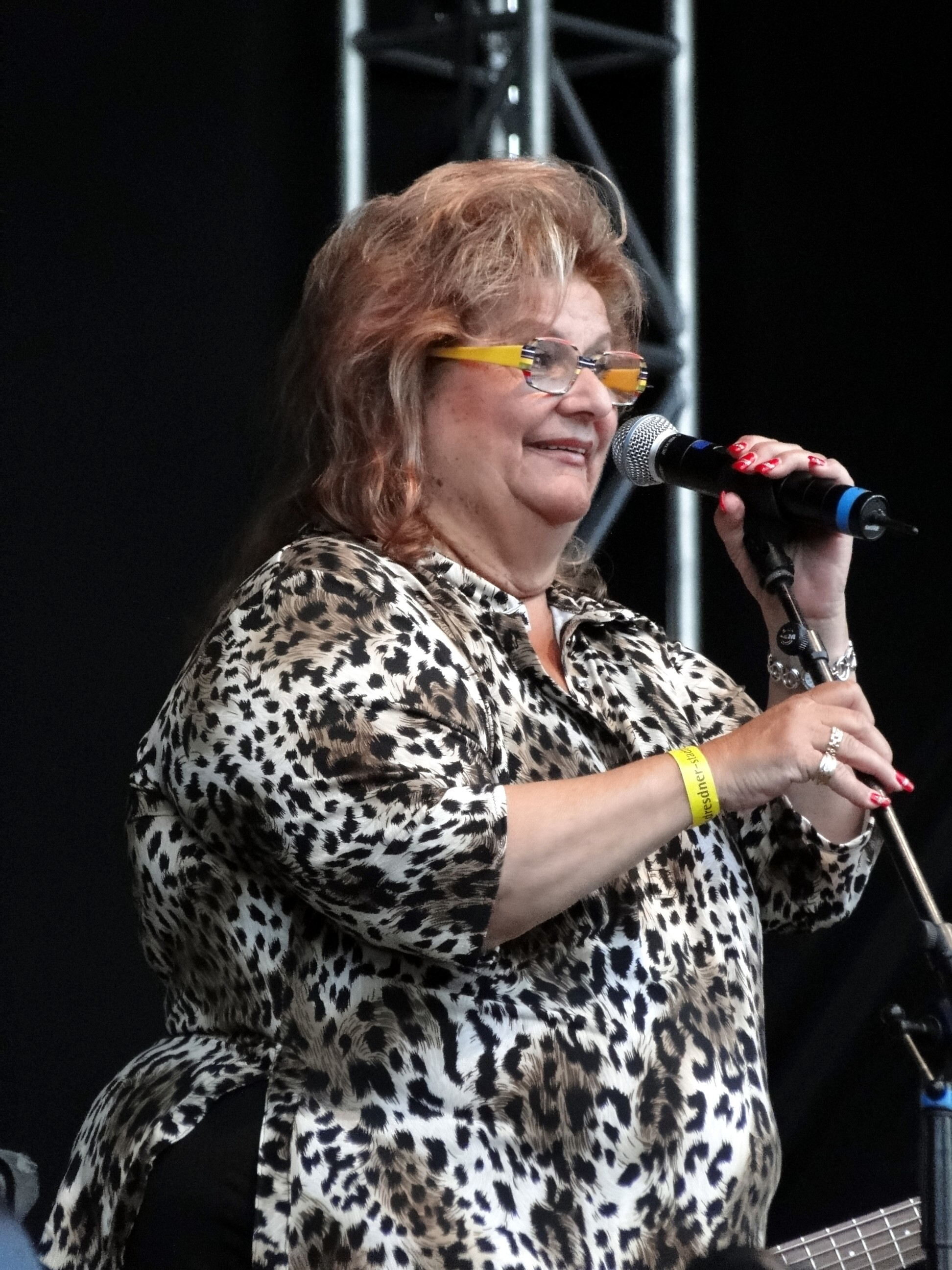
Joy Fleming; * 15. November

- 15. November: Joy Fleming, deutsche Sängerin († 2017)
- 17. November: Karl Hörmann, deutscher Musik- und Tanzpädagoge, Musik- und Tanztherapeut und Hochschullehrer
- 18. November: Jay Humeston, US-amerikanischer Cellist († 2001)

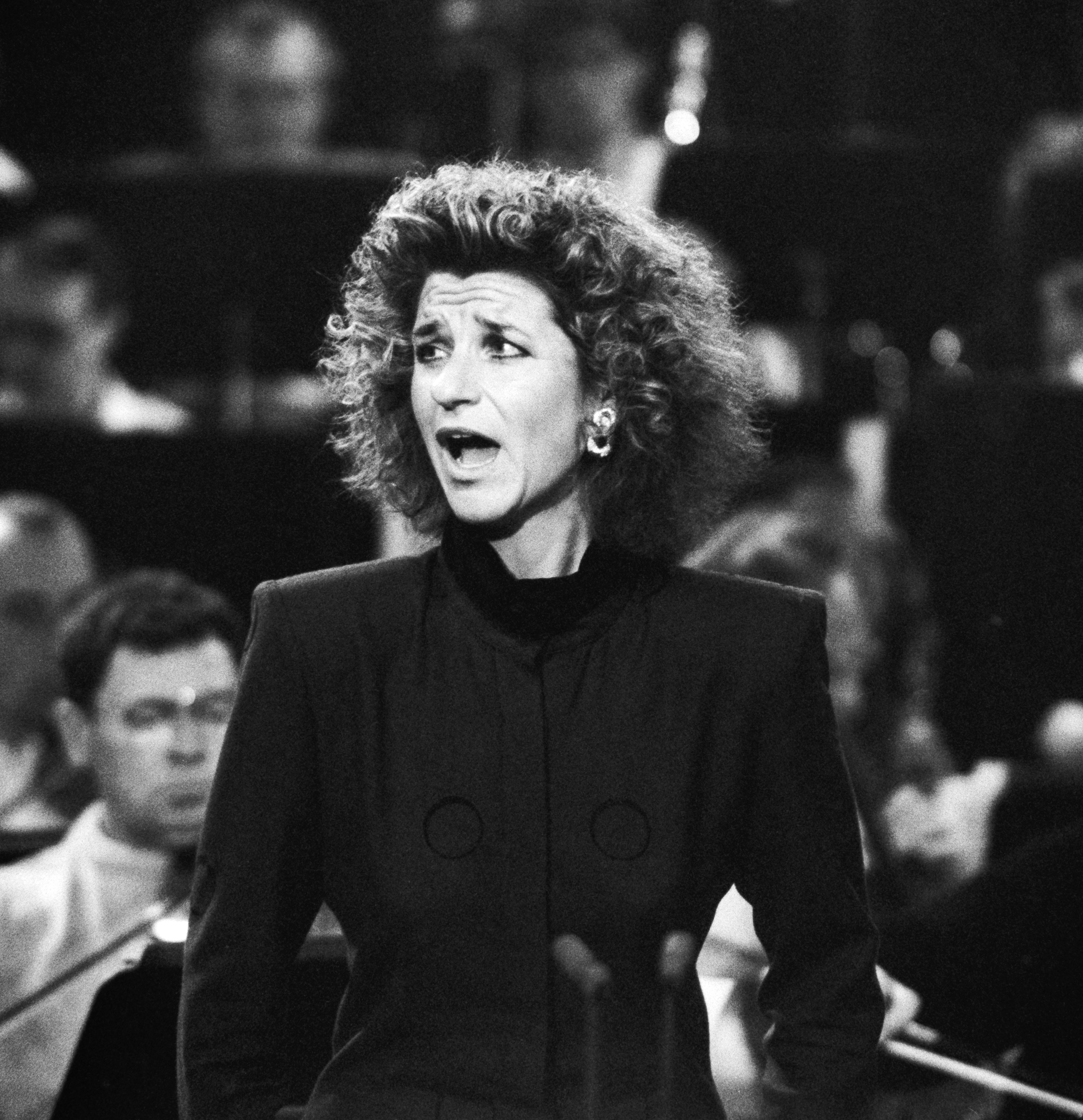
Agnes Baltsa; * 19. November

- 19. November: Agnes Baltsa, griechische Mezzo-Sopranistin und Kammersängerin
- 22. November: Max Romeo, jamaikanischer Sänger und Komponist († 2025)
- 25. November: Mark Anatoljewitsch Minkow, sowjetisch-russischer Komponist († 2012)
- 27. November: Paul Furniss, australischer Jazzmusiker (Klarinette, Saxophon, Komposition)
- 28. November: Joachim Kuntzsch, deutscher Komponist, Pianist und Sänger († 2024)
- 29. November: Helmut Forsthoff, deutscher Jazzsaxophonist († 2023)

### Dezember
- 01. Dezember: John Densmore, US-amerikanischer Schlagzeuger
- 02. Dezember: Mike Travis, britischer Schlagzeuger und Schauspieler († 2023)
- 03. Dezember: Jesper Bøje Christensen, dänischer Cembalist und Musikforscher
- 03. Dezember: Ralph McTell, britischer Musiker
- 04. Dezember: Chris Hillman, US-amerikanischer Musiker, Wegbereiter des Country-Rocks
- 04. Dezember: Dennis Wilson, US-amerikanischer Musiker (The Beach Boys) († 1983)
- 05. Dezember: Loukas Sideras, griechischer Schlagzeuger
- 06. Dezember: Rita Deneve, belgische Schlager-Sängerin († 2018)
- 06. Dezember: Willie Hutch, US-amerikanischer Sänger und Musikproduzent († 2005)
- 06. Dezember: Imre Kőszegi, ungarischer Jazzschlagzeuger
- 07. Dezember: Daniel Chorzempa, US-amerikanischer Organist († 2023)
- 07. Dezember: Niney the Observer, jamaikanischer Musiker
- 08. Dezember: Noosha Fox, australisch-britische Sängerin
- 09. Dezember: Christoph Albrecht, deutscher Theater- und Musikwissenschaftler
- 09. Dezember: Georges Braunschweig, Schweizer Fotograf
- 09. Dezember: Neil Innes, englischer Musiker und Komponist († 2019)
- 11. Dezember: Michael Lang, US-amerikanischer Musikproduzent († 2022)
- 11. Dezember: Brenda Lee, US-amerikanischer Country-Sängerin
- 11. Dezember: Gianni Morandi, italienischer Sänger
- 11. Dezember: Mari-Elizabeth Morgen, kanadische Pianistin
- 12. Dezember: Alex Acuña, peruanischer Schlagzeuger und Perkussionist

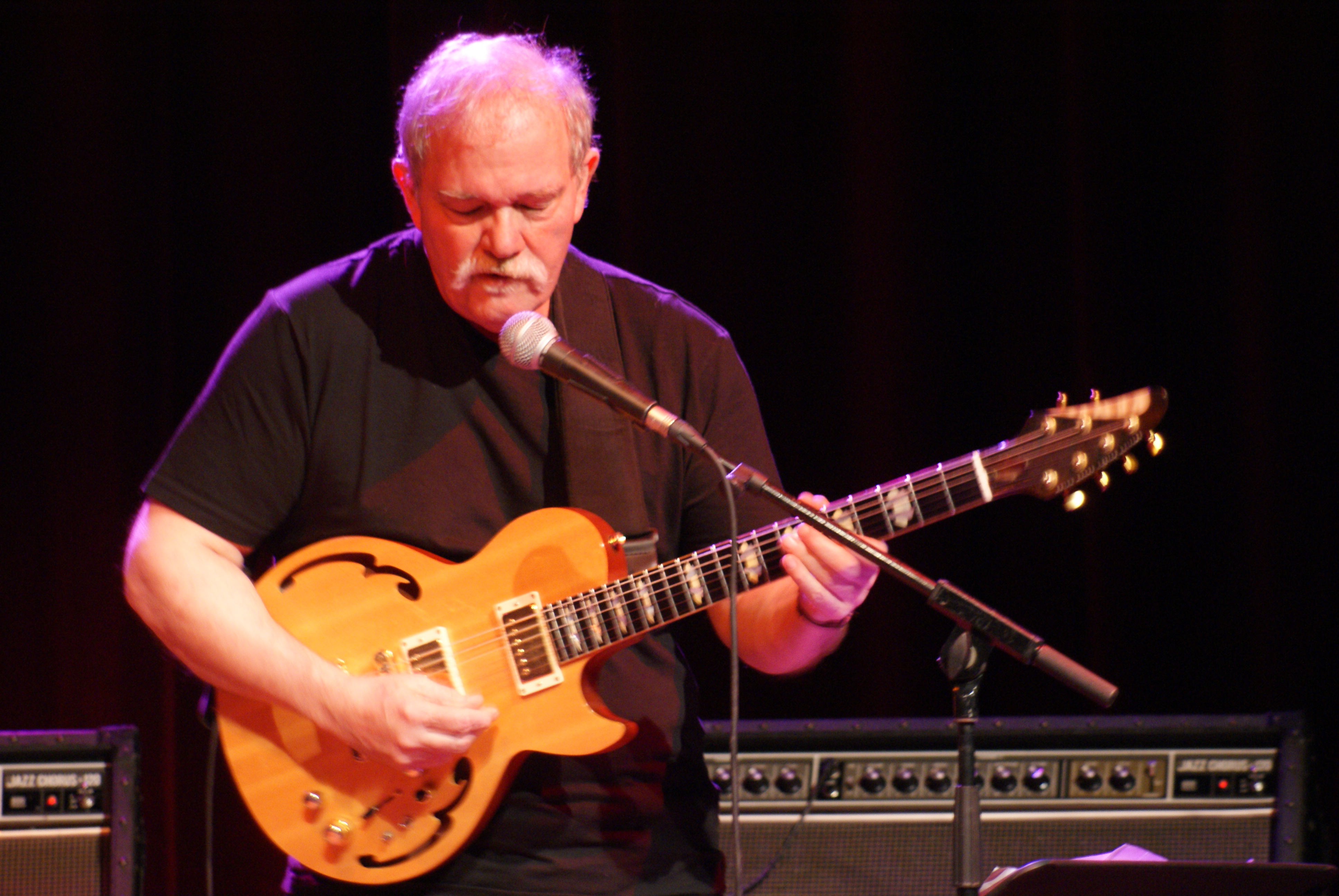
John Abercrombie; * 16. Dezember

- 16. Dezember: John Abercrombie, US-amerikanischer Gitarrist († 2017)
- 17. Dezember: Carlos Barbosa-Lima, brasilianischer Gitarrist, Arrangeur und Hochschullehrer († 2022)
- 19. Dezember: William Christie, US-amerikanisch-französischer Dirigent und Cembalist
- 19. Dezember: Alvin Lee, britischer Gitarrist († 2013)
- 24. Dezember: René Giessen, deutscher Musiker, Komponist und Dirigent
- 24. Dezember: Walther Schulz, österreichischer Cellist († 2025)
- 24. Dezember: Woody Shaw, US-amerikanischer Jazz-Trompeter († 1989)
- 25. Dezember: Henry Vestine, US-amerikanischer Gitarrist († 1997)
- 26. Dezember: Dwight Dickerson, US-amerikanischer Jazzmusiker
- 27. Dezember: Hans-Jürgen Buchner, deutscher Musiker und Komponist
- 27. Dezember: Magne Hegdal, norwegischer Komponist, Pianist und Musikkritiker
- 27. Dezember: Mick Jones, britischer Gitarrist, Songschreiber und Musikproduzent
- 29. Dezember: Friedrich Fröschle, deutscher Organist, Kirchenmusikdirektor und Kantor am Ulmer Münster

### Genaues Geburtsdatum unbekannt
- Alain Billard, Opernsänger und Gesangspädagoge französisch-ägyptischer Herkunft († 2007)
- Max Bolleman, niederländischer Jazzmusiker, Tontechniker und Musikproduzent
- Mel Brown, US-amerikanischer Schlagzeuger
- Maria Brylanka, polnische Geigerin
- Bruce Carlson, kanadischer Komponist
- Arni Cheatham, US-amerikanischer Jazzmusiker († 2023)
- Max Cilla, französischer Jazz- und Weltmusiker (Flöte, Komposition)
- Kang Tae Hwan, südkoreanischer Jazz- und Improvisationsmusiker
- William Marsh, US-amerikanischer Großmeister der Kampfkunst und Soulsänger († 2022)
- Eva Öhrström, schwedische Musikwissenschaftlerin
- Rainer Schmitt, deutscher Musikpädagoge und Musikwissenschaftler
- Adelbert Schusser, österreichischer Historiker, Philologe und Autor
- Horst Weber, deutscher Musikwissenschaftler
- Jen Wilson, britische Jazzmusikerin († 2023)

### Geboren um 1944
- Jacky Boyadjian, französischer Jazzmusiker († 2024)
- Damon Choice, US-amerikanischer Jazzmusiker

## Gestorben

### Januar bis März
- 13. Januar: Geza Slovig, rumäniendeutscher Kirchenmusiker, Musikpädagoge und Komponist (* 1897)
- 18. Januar: Lew Eduardowitsch Konjus, russischer Pianist, Musikpädagoge und Komponist (* 1871)
- 24. Januar: Genaro Espósito, argentinischer Bandoneonist, Gitarrist, Pianist, Komponist und Bandleader (* 1886)
- 30. Januar: Eduardo Dagnino, italienischer Komponist, Musikwissenschaftler und Schachspieler (* 1876)

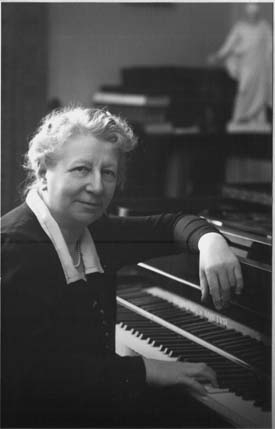
Johanne Stockmarr; † 2. Februar

- 02. Februar: Johanne Stockmarr, dänische Pianistin (* 1869)
- 06. Februar: Tatjana Barbakoff, deutsche Tänzerin (* 1899)
- 10. Februar: Alfred Bachelet, französischer Komponist, Dirigent und Musikpädagoge (* 1864)
- 16. Februar: Friedrich Jakob Erckmann, deutscher Kantor und Organist (* 1862)
- 03. März: Georges Denola, französischer Komponist, Varietékünstler, Regisseur und Schauspieler (* 1865)
- 14. März: Pawel Grigorjewitsch Tschesnokow, russischer Komponist und Chorleiter (* 1877)
- 20. März: Felix Woyrsch, deutscher Komponist und Musikdirektor (* 1860)
- 28. März: Jean-Marie Plum, belgischer Komponist und Organist (* 1899)

### April bis Juni
- 09. April: Bolesław Wallek-Walewski, polnischer Komponist, Dirigent und Musikpädagoge (* 1885)
- 10. April: Vinzenz Hartl, österreichischer römisch-katholischer Priester, Augustiner-Chorherr und Propst (* 1872)

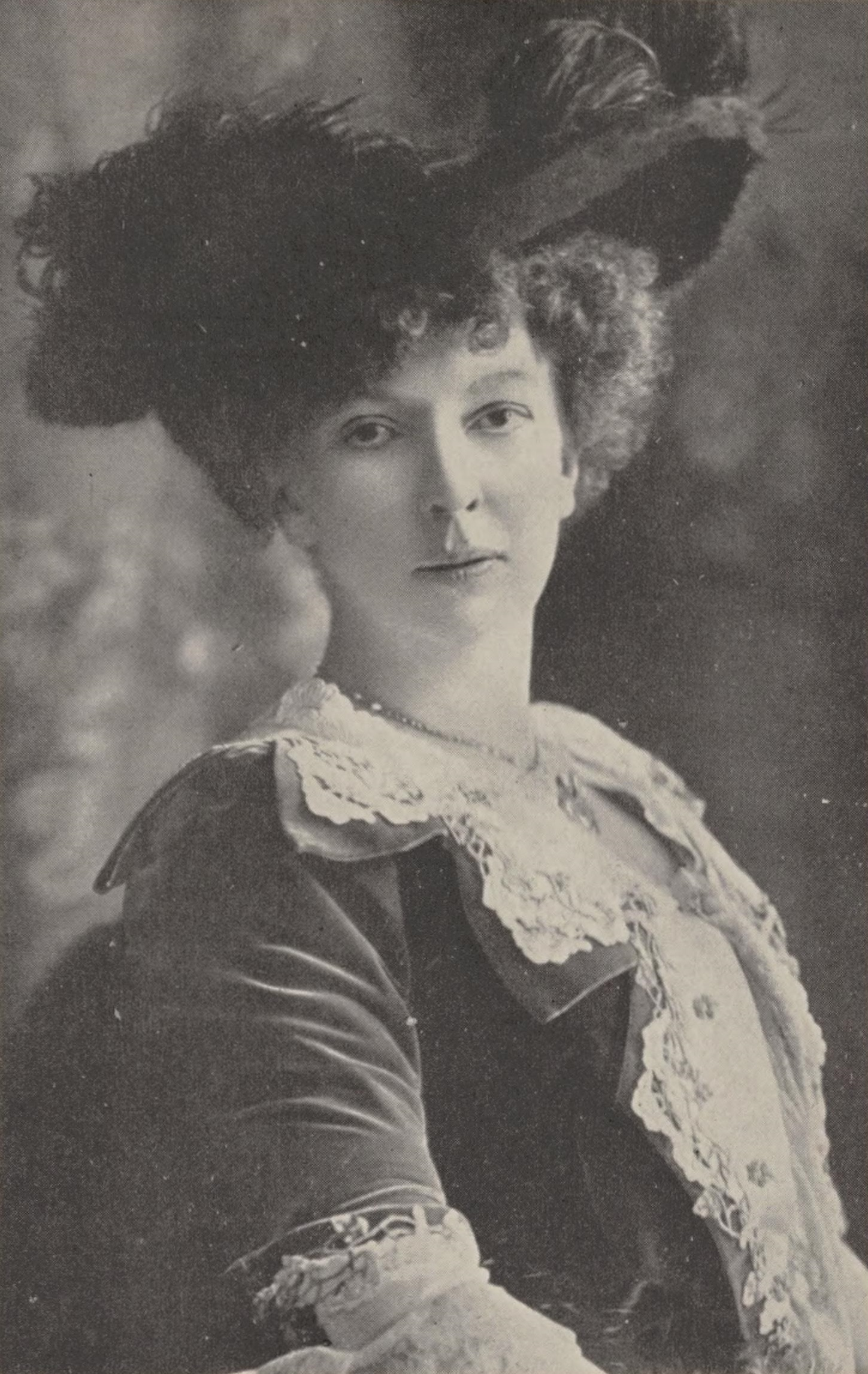
Cécile Chaminade; † 13. April

- 13. April: Cécile Chaminade, französische Pianistin und Komponistin (* 1857)
- 20. April: Cabbar Qaryağdıoğlu, aserbaidschanischer Mughamsänger (* 1861)
- 25. April: Cesare Dobici, italienischer Komponist und Musikpädagoge (* 1873)
- 27. April: Dmitri Alexejewitsch Smirnow, russischer Sänger (Tenor) (* 1882)
- 28. April: Joseph-Arthur Bernier, kanadischer Komponist, Organist, Pianist und Musikpädagoge (* 1877)
- 29. April: Alfred Schnerich, österreichischer Musikwissenschaftler und Kunsthistoriker (* 1859)
- 00. April: Anna Grosser-Rilke, österreichisch-deutsche Pianistin, Klavierlehrerin und Journalistin (* 1853)

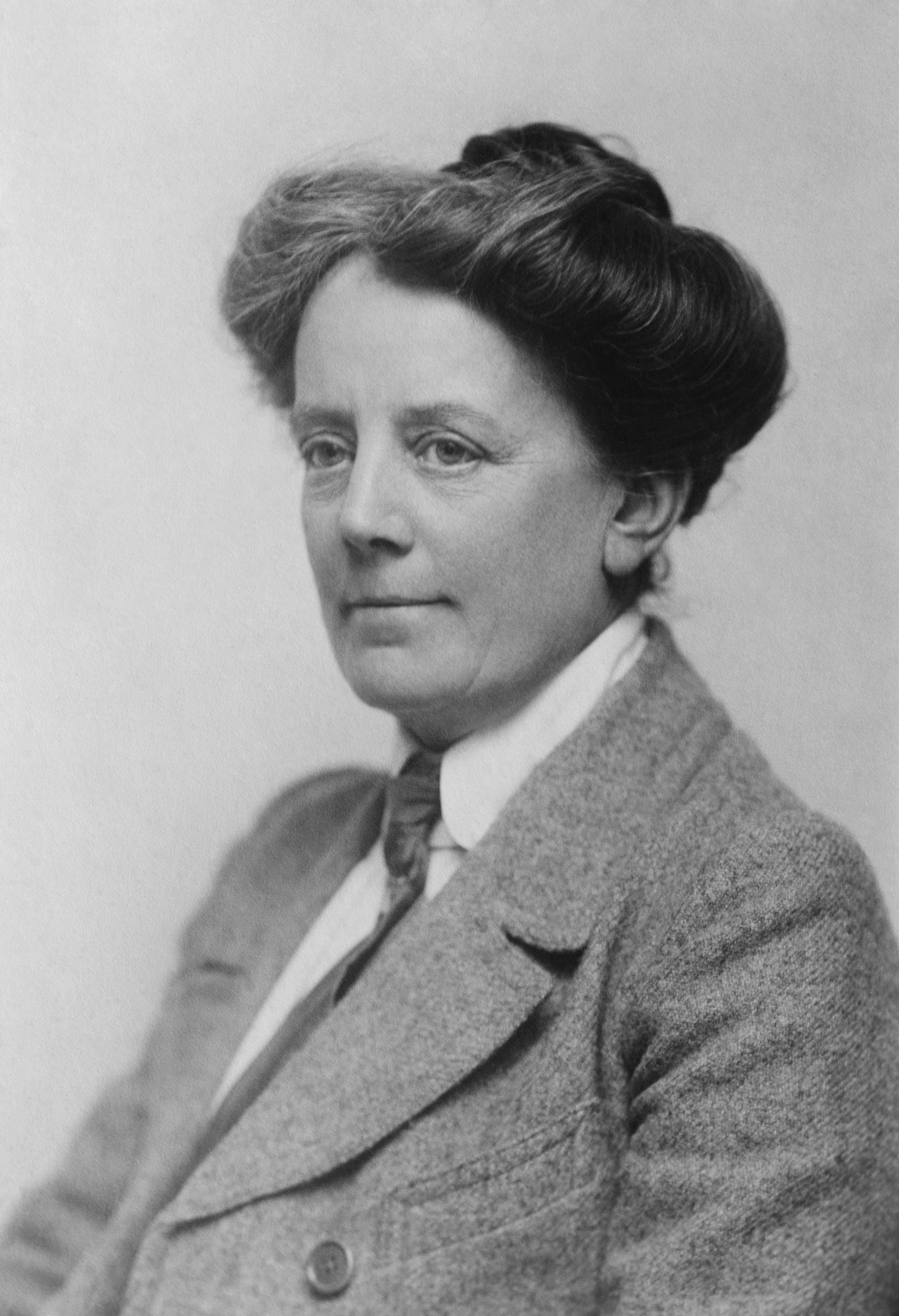
Ethel Smyth; † 8. Mai

- 08. Mai: Ethel Smyth, britische Komponistin, Dirigentin, Schriftstellerin und Frauenrechtlerin (* 1858)
- 12. Mai: Léon Reinach, französischer Musiker, Komponist und Kunstsammler, Holocaustopfer (* 1893)
- 16. Mai: Leone Sinigaglia, italienischer Komponist (* 1868)
- 20. Mai: Jens Jacob Aarsbo, dänischer Bibliothekar und Musikschriftsteller (* 1878)
- 24. Mai: Alfred Montmarquette, kanadischer Folkkomponist und Akkordeonist (* 1871)
- 30. Mai: Frédéric Pelletier, kanadischer Musikkritiker, Chorleiter und Komponist (* 1870)
- 30. Mai: Bruno Granichstaedten, österreichischer Komponist (* 1879)
- 31. Mai: Lucy Campbell, US-amerikanisch-österreichische Cellistin und Kammermusikerin (* 1873)
- 31. Mai: Edmund Joseph Müller, deutscher Musikpädagoge (* 1874)
- 05. Juni: Riccardo Zandonai, italienischer Komponist und Dirigent (* 1883)
- 14. Juni: Georges Barrère, französischer Flötist (* 1876)
- 17. Juni: Maria Philippi, Schweizer Altistin, Oratoriensängerin und Professorin (* 1875)
- 25. Juni: Joaquim Pena i Costa, katalanischer Musikwissenschaftler und Musikkritiker (* 1873)
- 25. Juni: Lucha Reyes, mexikanische Sängerin und Schauspielerin (* 1906)

### Juli bis September
- 09. Juli: Marie-Joseph Erb, französischer Organist, Komponist und Musikpädagoge (* 1858)
- 13. Juli: José André, argentinischer Komponist und Musikkritiker (* 1881)
- 14. Juli: Amal al-Atrasch, syrisch-drusische Sängerin und Schauspielerin (* 1917)
- 19. Juli: Will Marion Cook, US-amerikanischer Komponist (* 1869)
- 02. August: Joseph Bonnet, französisch-kanadischer Organist, Komponist und Musikpädagoge (* 1884)
- 06. August: Franciszek Brzeziński, polnischer Komponist (* 1867)
- 06. August: Benjamín Orbón, spanischer Pianist und Komponist (* 1877)

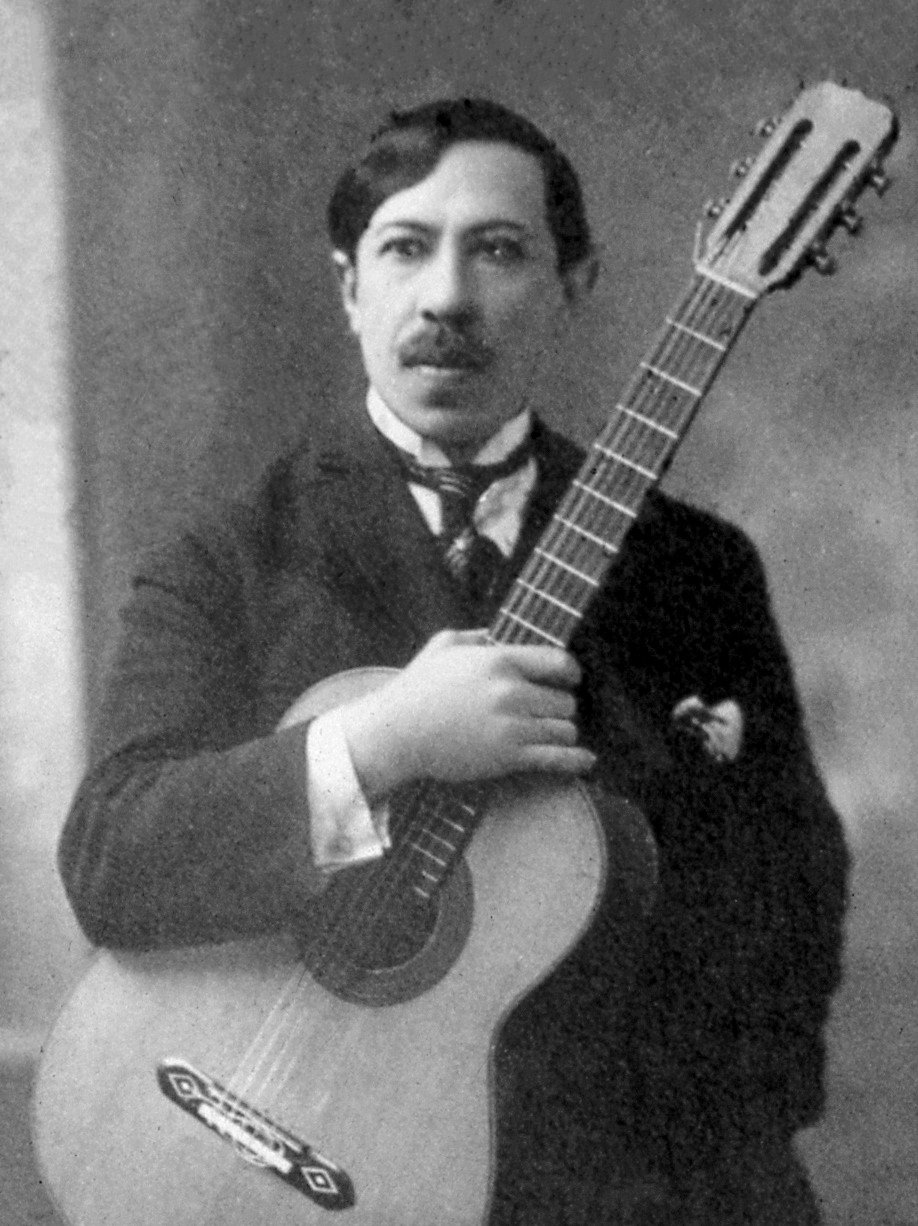
Agustín Barrios; † 7. August

- 07. August: Agustín Barrios Mangoré, paraguayischer Komponist und Gitarrist (* 1885)
- 08. August: Aino Ackté, finnische Sopranistin (* 1876)
- 13. August: Willi Wörle, deutscher Opernsänger (Tenor) (* 1899 oder 1900)
- 14. August: Joseph-Ermend Bonnal, französischer Komponist, Organist und Musikpädagoge (* 1880)
- 16. August: Roman Padlewski, polnischer Komponist, Geiger, Pianist, Musikwissenschaftler und -Kritiker (* 1915)
- 20. August: George A. McDaniel, US-amerikanischer Schauspieler und Sänger (* 1885)
- 29. August: Jean-Claude Touche, französischer Organist und Komponist (* 1926)
- 03. September: František Drdla, österreichischer Geiger und Komponist (* 1868)
- 18. September: Wolf Durmashkin, litauischer Komponist, Dirigent und Pianist (* 1914)
- 26. September: Seweryn Barbag, polnisch-jüdischer Komponist, Musikwissenschaftler und -pädagoge (* 1891)

### Oktober bis Dezember
- 06. Oktober: Efim Schachmeister, deutscher Geiger und Tanzkapellenleiter (* 1894)
- 12. Oktober: Rafael Oropesa, spanischer Musiker, Dirigent, Komponist und Kommunist (* 1893)
- 17. Oktober: Hans Krása, tschechisch-deutscher Komponist (* 1899)
- 18. Oktober: Viktor Ullmann, tschechischer Musiker (* 1898)
- 19. Oktober: Berta Michailowna Reingbald, sowjetische und russische Pianistin (* 1897)

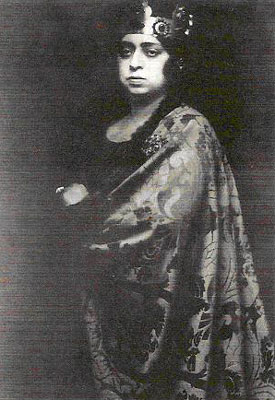
Magda Spiegel; † 20. Oktober

- 20. Oktober: Magda Spiegel, deutsche Konzert- und Opernsängerin (* 1887)
- 21. Oktober: Fritz Angermann, deutscher Sänger (* 1906)
- 24. Oktober: Egon Ledeč, tschechoslowakischer Violinist und Komponist (* 1889)
- 26. Oktober: Flavio F. Carlos, mexikanischer Musikpädagoge und -wissenschaftler (* 1861)
- 29. Oktober: Emile Jules Borremans, belgischer römisch-katholischer Geistlicher, Prämonstratenser, Komponist und Märtyrer (* 1881)
- 30. Oktober: Paul Ladmirault, französischer Komponist (* 1877)
- 30. Oktober: Armin Tyroler, österreichischer Oboist und langjähriges Mitglied der Wiener Philharmoniker (* 1873)
- 04. November: Carl Rittmann, österreichischer Opernsänger (Bariton) (* 1877)
- 05. November: Karl Koss, österreichischer Operettensänger und Regisseur (* 1865)
- 12. November: Edgar Stillman Kelley, US-amerikanischer Komponist, Dirigent, Organist, Pianist, Musikkritiker und Musikpädagoge (* 1857)
- 13. November: Paul Graener, deutscher Komponist (* 1872)
- 15. November: Carl Flesch, ungarischer Violinist und Violinlehrer (* 1873)
- 20. November: Norman Wilks, kanadischer Pianist und Musikpädagoge (* 1885)
- 29. November: Frank Danford Abbott, US-amerikanischer Pianist, Musikkritiker und Komponist (* 1853)
- 04. Dezember: Salvator Issaurel, französischer Sänger und Musikpädagoge (* 1871)

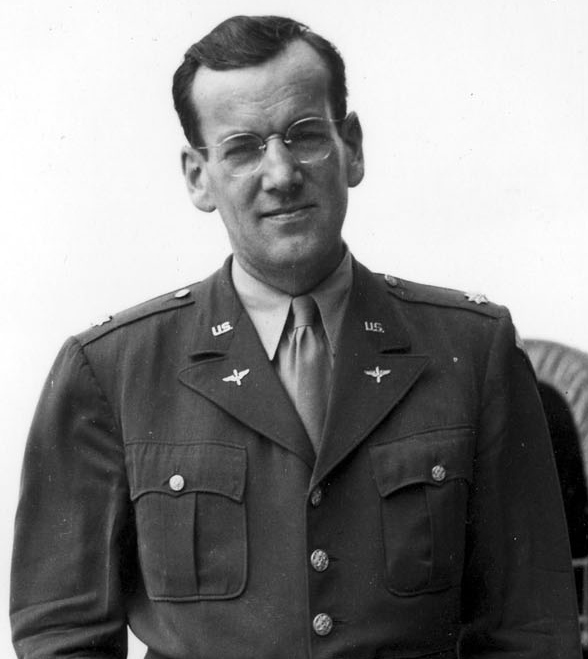
Glenn Miller; † 15. Dezember

- 15. Dezember: Glenn Miller, amerikanischer Jazz-Posaunist, Bandleader, Komponist und Arrangeur (* 1904)
- 18. Dezember: Max Gräter, deutscher Komponist und Organist (* 1896)
- 19. Dezember: Domènec Mas i Serracant, katalanischer Organist, Kapellmeister und Komponist (* 1866)
- 19. Dezember: Umberto Sacchetti, italienischer Opernsänger (* 1874)
- 21. Dezember: Artur Bednarczyk, deutscher Opernsänger (* 1890)
- 24. Dezember: Joseph Gustav Mraczek, deutscher Geiger, Komponist, Dirigent und Musiklehrer tschechischer Herkunft (* 1878)
- 31. Dezember: Marian Teofil Rudnicki, polnischer Dirigent und Komponist (* 1888)

### Genaues Todesdatum unbekannt
- Charlotte Croner, deutsche jüdische Musikerin (* 1887)
- Gerhard Fritzsche, deutscher evangelisch-lutherischer Autor und Liedtexter (* 1911)
- László Gyopár, ungarischer Komponist (* 1918)
- Rudolf Schanzer, österreichischer Dramatiker, Librettist und Journalist (* 1875)